# Starożytność

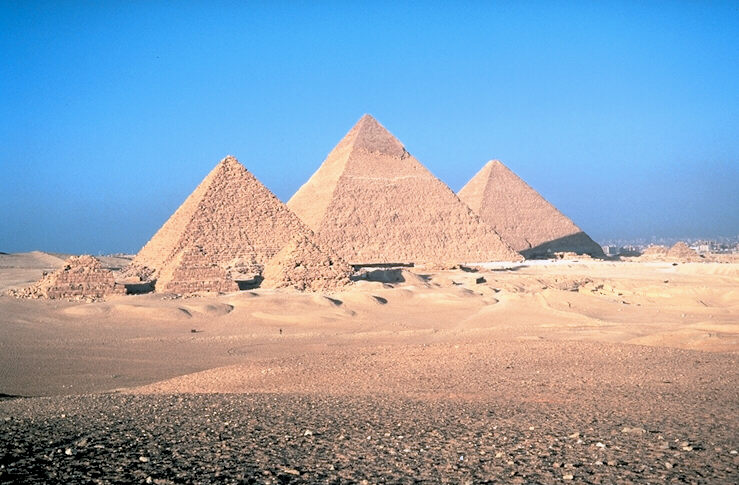
Egipskie piramidy

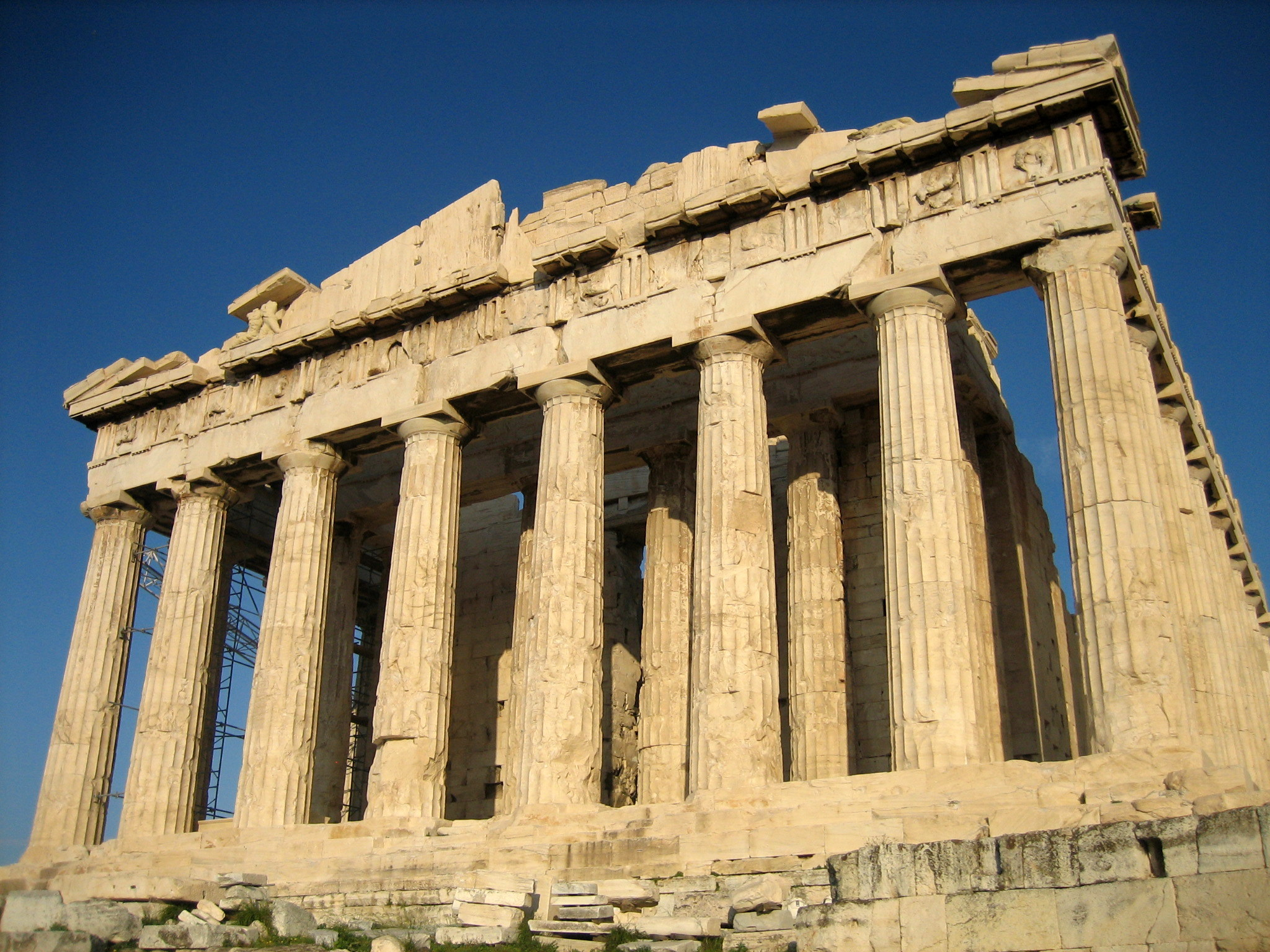
Partenon – świątynia Ateny na Akropolu

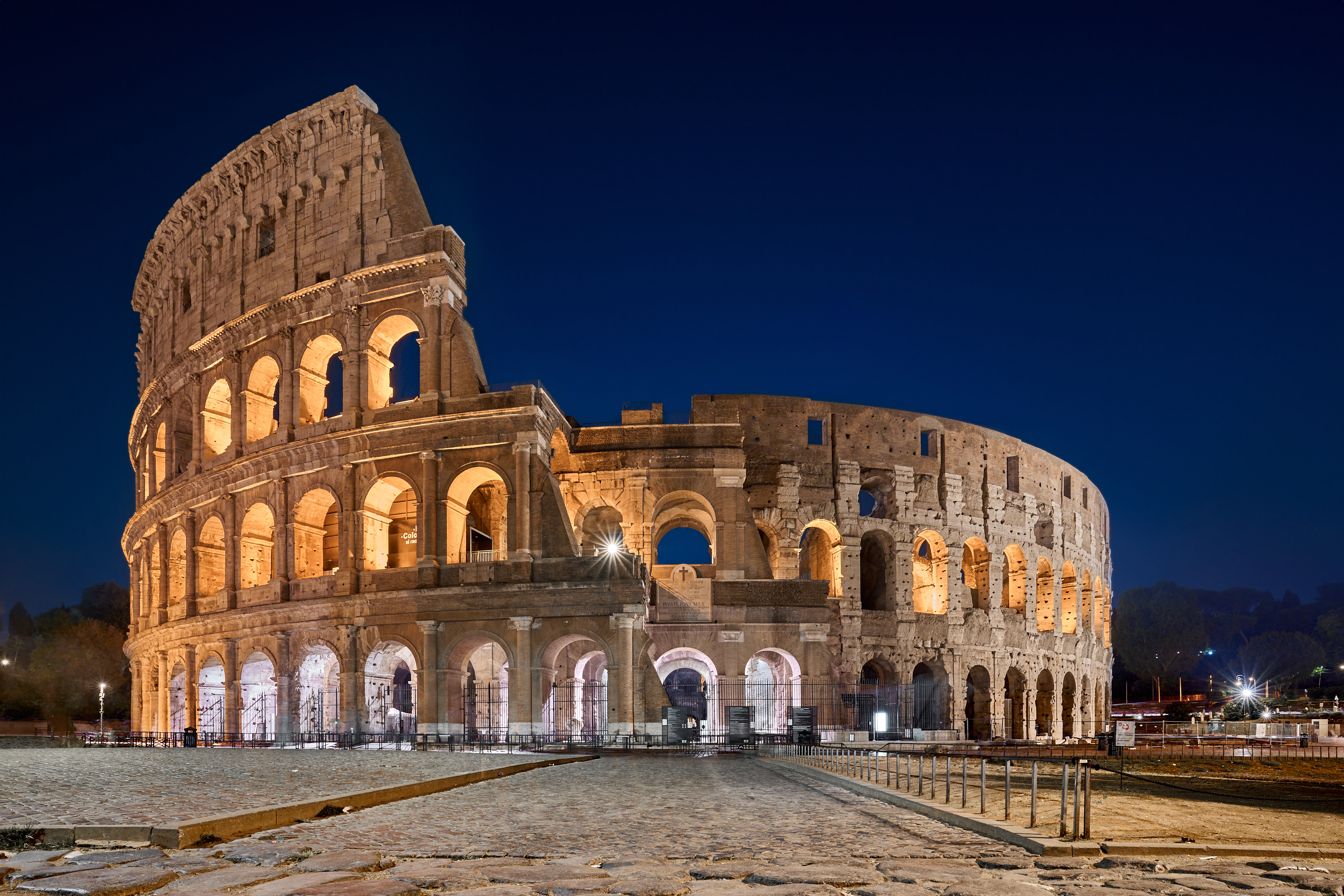
Rzymskie koloseum

Starożytność – pierwszy okres historii niektórych części świata, wyróżniany zwłaszcza w dziejopisarstwie europejskim. Dotyczy głównie Starego Świata, przede wszystkim Bliskiego Wschodu, Europy i Afryki Północnej, choć termin ten bywa też używany w kontekście Indii i Chin. Starożytność zaczęła się po prehistorii, czyli razem z pierwszymi cywilizacjami w IV tysiącleciu p.n.e., a skończyła około V wieku n.e. Bywa też znana jako antyk, głównie w kontekście Grecji i Rzymu.
Ramy czasowe tego okresu nie są ściśle określone. Tradycyjnie za jego początek uznaje się powstanie cywilizacji opartej na przekazie pisemnym, czyli schyłek IV tysiąclecia p.n.e., kiedy to Sumerowie zaczęli stosować pismo klinowe. Nie ma jednej daty końcowej; zwykle jest wiązana z upadkiem cesarstwa rzymskiego bądź jego poważnymi przemianami; przykłady to:
- rok 395, czyli podział cesarstwa na dwie części po śmierci Teodozjusza I;
- rok 476[1], czyli koniec panowania ostatniego cesarza zachodniorzymskiego Romulusa Augustulusa;
- początki arabskich podbojów w VII wieku;
- szereg innych dat[6][7][8].

W dziejach Europy koniec starożytności to początek średniowiecza. Z perspektywy archeologicznej i technologicznej starożytność zaczęła się w epoce brązu i obejmuje początek epoki żelaza.

## Cywilizacje Bliskiego Wschodu do końca epoki brązu

### Prehistoria

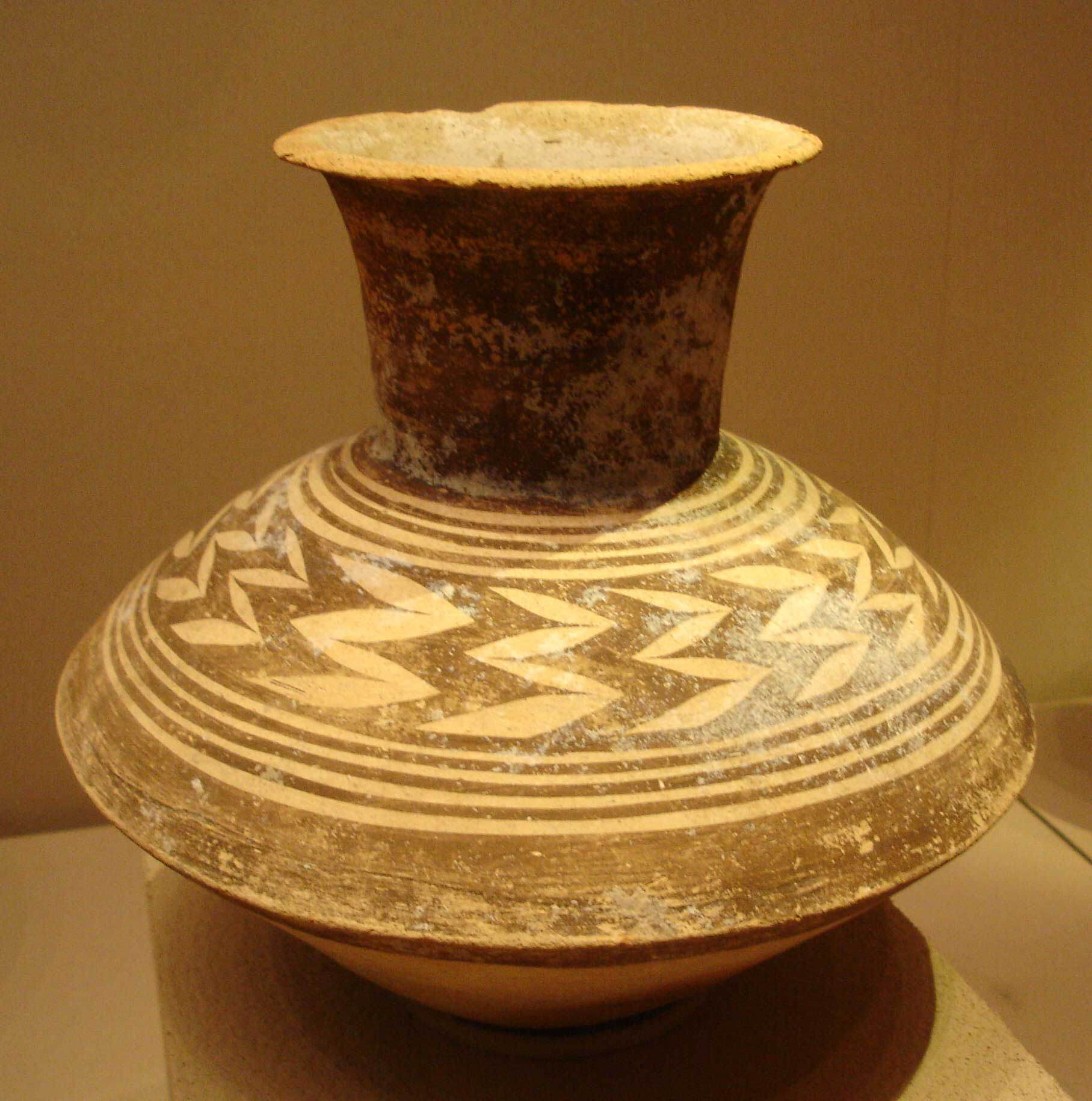
Gliniany dzban z późnego okresu Ubajd

Wraz z końcem ostatniego zlodowacenia rozpoczęła się (ok. 9 tysięcy lat p.n.e.) na Bliskim Wschodzie tzw. rewolucja neolityczna – proces zmiany trybu życia ludzi (do tej pory parających się łowiectwem i zbieractwem) z koczowniczego na bardziej osiadły, powiązany z uprawą roślin i hodowlą zwierząt. Ślady pierwszych otwartych osiedli sezonowych lub nawet stałych z tego czasu pochodzą z obszarów Palestyny (Jerycho z okresu kultury natufijskiej), Jordanii i północnego Iraku (Zawi Szemi Szanidar). Łowiectwo nadal było ważnym zajęciem dla ich mieszkańców, ale odnaleziono także ślady pierwszych zwierząt hodowlanych – owiec (udomowionych prawdopodobnie w ciągu X tysiąclecia p.n.e.), później dołączyły do nich kozy, hodowano też psy. Także z tego okresu pochodzą dowody na początki uprawy pierwszych roślin (pszenica, jęczmień, soczewica, groch). Stałe i obfite źródło pożywienia, jakie zapewniały rolnictwo i hodowla, a także późniejszy rozwój tkactwa, umożliwiły wzrost populacji oraz specjalizację w innych niż pozyskiwanie pożywienia dziedzinach (rzemiosło, handel, sztuka, religia), co zapoczątkowało kształtowanie się złożonych społeczeństw.
Z IX tysiąclecia p.n.e. pochodzą pierwsze ślady wytwarzania materiałów z lekko wypalanej gliny (kultura Karim Szahir), jednak wyrobów garncarskich zaczęto używać dopiero w VII tysiącleciu p.n.e. Początki VII tysiąclecia to także powstanie osad opierających się prawie wyłącznie na uprawie roli i hodowli, takich jak Dżarmo w północnym Iraku, Çatalhöyük w Anatolii, późniejsze warstwy z Jerycha. Osiedla te rozwinęły się najpierw na płaskowyżach i pośród gór, gdzie pierwotnie występowały dzikie odmiany uprawianych potem roślin i udomowionych zwierząt. Dopiero później stałe osady pojawiły się w żyznych dolinach rzek: kultura Hassuna w Mezopotamii (początki VI tysiąclecia p.n.e.), zastąpiona później przez kulturę Samarra (ok. 5500 lat p.n.e.), a następnie Halaf (koniec VI tysiąclecia p.n.e.). Dwie ostatnie kultury przyczyniły się do ekspansji wiedzy metalurgicznej (opartej na wykorzystaniu miedzi), opanowanej w VI tysiącleciu p.n.e. na terenie Anatolii (początki chalkolitu).
Od V tysiąclecia p.n.e. na terenie południowej Mezopotamii rozwijała się kultura Ubajd – obejmująca większy obszar i bardziej zaawansowana niż wcześniejsze. Jej przedstawiciele prawdopodobnie założyli pierwsze osiedla w tym rejonie (takie jak Eridu, Ur, Uruk), które w późniejszym okresie rozrosły się w wielkie ośrodki miejskie, budowali monumentalne świątynie, a także rozwinęli na większą skalę system irygacyjny umożliwiający powiększenie areału upraw. W ostatnich fazach tej kultury (lub później – w drugiej połowie IV tysiąclecia p.n.e.) w Mezopotamii pojawili się Sumerowie (o ile nie byli ludnością autochtoniczną).

### Mezopotamia

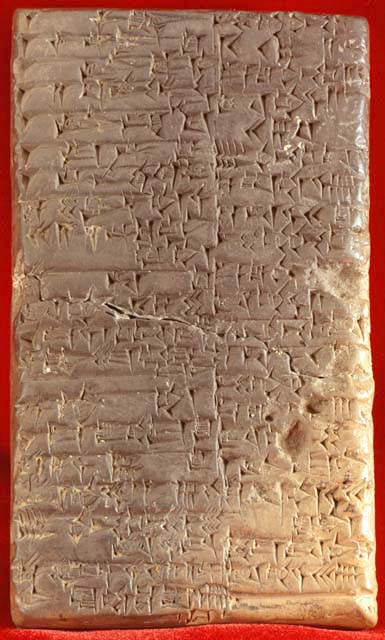
Gliniana tabliczka z pismem klinowym (ok. 2400 lat p.n.e.)

W IV tysiącleciu p.n.e. Sumerowie stworzyli w południowej Mezopotamii jedną z pierwszych znanych cywilizacji. Założyli szereg niezależnych państw-miast, takich jak Eridu, Uruk, Ur, często prowadzących ze sobą wojny. Mieszkańcami byli przede wszystkim rolnicy zajmujący się uprawą okolicznej ziemi, ale także rzemieślnicy i kupcy. Sumerowie utrzymywali kontakty handlowe z innymi ośrodkami cywilizacji: Egiptem, Syrią, Palestyną i doliną Indusu, stworzyli pismo klinowe oraz rozbudowany system irygacyjny.
Od mniej więcej połowy XXIV wieku p.n.e. datuje się wzrost znaczenia semickiego ludu Akadyjczyków zamieszkującego centralną Mezopotamię. Wtedy rozpoczął panowanie Sargon Wielki, który w wyniku podbojów (m.in. Sumeru) stworzył imperium obejmujące całą Mezopotamię (być może sięgające do Morza Śródziemnego, Anatolii, a nawet Cypru) ze stolicą w założonym przez siebie mieście Akad. Akadyjczycy przejęli kulturę Sumerów i wprowadzili do niej nowe elementy, używali pisma klinowego do zapisu swojego języka, pełniącego przez większość II tysiąclecia p.n.e. rolę lingua franca na całym cywilizowanym Bliskim Wschodzie (poza Egiptem). Kres ich panowaniu położył najazd Gutejów, którzy władali Mezopotamią przez prawie cały XXII wiek p.n.e., dopóki władzy nie odzyskali Sumerowie z tzw. III dynastii z Ur. Okres rozkwitu, który nastąpił podczas jej panowania (XXI wiek p.n.e.) to synteza dorobku Sumerów i Akadyjczyków.
Dynastia upadła w wyniku najazdów koczowników (zwłaszcza Elamitów), a jej państwo rozpadło się na szereg małych państw amoryckich i huryckich (na północy). Jedno z nich, ze stolicą w mieście Babilon, stało się potęgą w pierwszej połowie XVIII wieku p.n.e. za panowania Hammurabiego, który opanował całą Mezopotamię. Państwo to przejęło religię, języki oraz kulturę Sumeru i Akadu, dokonano kodyfikacji prawa (kodeks Hammurabiego). Następcy Hammurabiego stracili jednak władzę w XVI wieku p.n.e. na rzecz obcej dynastii kasyckiej (okres średniobabiloński), obalonej później po prawie pięciu stuleciach rządów przez najazdy Elamitów i Asyryjczyków.

### Egipt

Maksymalna ekspansja terytorialna Egiptu (XV w. p.n.e.)

Od początków III tysiąclecia p.n.e. w północno-wschodniej Afryce w dolinie Nilu rozwijała się cywilizacja egipska. Mieszkańcy Egiptu żyli z uprawy wąskiego pasa ziemi po obu stronach rzeki, użyźnianego co roku regularnymi wylewami. Konieczność stworzenia systemu irygacyjnego wspomagającego rolnictwo wpłynęła na organizację życia społecznego i politycznego. Początkowo na tym obszarze istniały dwa odrębne organizmy państwowe – Egipt Dolny (obejmujący rozległą deltę Nilu, lepiej rozwinięty) i Górny (na południe od pierwszej katarakty), które połączyły się w jedno państwo na początku III tysiąclecia p.n.e. w wyniku podboju przeprowadzonego przez Egipt Górny.
W III tysiącleciu p.n.e. wykształciła się forma państwa i społeczeństwa (kultura, religia, pismo), która z niewielkimi zmianami przetrwała do końca istnienia starożytnego Egiptu. W okresie tzw. Starego Państwa (XXVII – XXII wiek p.n.e.) nastąpiła konsolidacja państwa – absolutnym władcą był faraon, uważany za syna boga Ra, wokół niego i jego dworu skupiony był cały aparat administracyjny. Z tego okresu pochodzą największe piramidy – monumentalne grobowce faraonów. W XXII wieku p.n.e. państwo przeżyło kryzys – załamała się władza centralna, wystąpiły walki wewnętrzne i niepokoje społeczne. Ponownego zjednoczenia kraju dokonała XI dynastia z Teb – był to początek tzw. Średniego Państwa. Obszar Egiptu sięgał w tym okresie drugiej katarakty i Synaju (gdzie znajdowały się cenne surowce mineralne), państwo prowadziło intensywny handel z minojską Kretą, Mezopotamią, Cyprem, Lewantem. Średnie Państwo upadło w XVII wieku p.n.e., kiedy władzę w Egipcie Dolnym i Środkowym przejęli pochodzący z Azji – Hyksosi. Wypędzenie Hyksosów i ponowne zjednoczenie Egiptu w XVI wieku p.n.e. dało początek okresowi największej potęgi państwa nad Nilem – tzw. Nowemu Państwu (trwającemu do XI wieku p.n.e.). Egipt panował w tym czasie nad Palestyną i częścią Syrii (w XIII wieku nastąpił na tych terenach podział władzy pomiędzy faraonem a imperium Hetytów – strefy wpływów rozdzielała rzeka Orontes), a na południu nad Nubią.
W XIII i XII wieku p.n.e. starożytny Wschód został dotknięty najazdami tzw. ludów morskich, które przyniosły ogromne zniszczenia. Egipt zdołał się z trudem obronić (walczył w tym samym czasie z atakami plemion libijskich na zachodzie), lecz nie udało mu się później odzyskać dawnej świetności. W I tysiącleciu p.n.e. uległ Asyrii, potem Persji, a w końcu Aleksandrowi Wielkiemu. W wyniku wojen diadochów Egipt stał się niepodległym państwem rządzonym przez Ptolemeuszów. W I w p.n.e Egipt stał się częścią starożytnego Rzymu, pierwotnie jako osobista posiadłość Oktawiana. Wynikiem rzymskich rządów było m.in. zaprowadzenie na tamtych terenach rzymskiego kultu cesarzy. W III lub IV wieku n.e nastała z kolei epoka Egiptu bizantyńskiego, podczas której zniszczono na ziemiach egipskich manicheizm, rzymsko-egipski synkretyzm i gnostycyzm. W IV wieku miała miejsce szybka chrystianizacja i niedługo później dominującą religią stało się, wcześniej prześladowane przez Bizancjum, chrześcijaństwo. W ówczesnym Egipcie powstał również monastycyzm chrześcijański, a konkretniej anachoretyzm zapoczątkowany przez Antoniego Wielkiego, który pochodził z Egiptu.
Egipcjanie mieli znaczne osiągnięcia na polu astronomii, matematyki, geometrii, medycyny (zwyczaj mumifikowania zmarłych przyczynił się do poznania anatomii i rozwoju chirurgii). Stworzony przez nich kalendarz słoneczny został (po pewnych modyfikacjach) przyjęty za czasów Cezara w starożytnym Rzymie.

### Hetyci

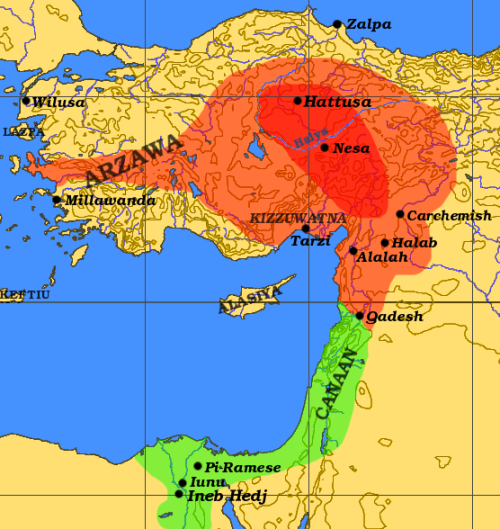
Imperium Hetyckie (kolor czerwony) w szczytowym okresie potęgi, około 1290 r. p.n.e., sięgające do Egiptu (kolor zielony)

Hetyci, lud posługujący się językiem z grupy indoeuropejskich, przybył do Anatolii ok. 2000 roku p.n.e., wchłaniając lub wypierając żyjący tam lud Hatti i przejmując jego wierzenia oraz język (do celów religijnych). W połowie XVII wieku p.n.e. król Labarna przyjął imię Hattusilis I, odbudował i ufortyfikował miasto Hattusa, czyniąc je stolicą swojego państwa, obejmującego centrum Anatolii. Podboje króla oraz jego następców, skierowane przede wszystkim na północną Syrię i Mezopotamię, poszerzyły granice królestwa. W pierwszej połowie XVI wieku p.n.e. Huryci odebrali Hetytom północną Syrię, a od połowy tego stulecia datuje się okres kryzysu i osłabienia państwa.
Sytuacja zmieniła się w 1380 roku p.n.e., gdy na tronie zasiadł Suppiluliumas I (1380–1346 p.n.e.), który uczynił ze swego królestwa imperium. Władca skutecznie walczył przeciwko huryckiemu państwu Mitanni, opierając swoje granice o góry Libanu i tym samym wkraczając w egipską strefę wpływów. Jego następcy przesunęli granicę państwa na zachód, zdobywając kraj Arzawa. Do konfrontacji z Egiptem doszło na początku XIII wieku p.n.e. – bitwa pod Kadesz w 1280 p.n.e. pozostała nierozstrzygnięta, a pokój z 1270 p.n.e. utrzymał status quo. Później Hetytom udało się jeszcze opanować Cypr. Przełom XIII i XII wieku p.n.e. to upadek państwa w wyniku najazdu prawdopodobnie Ludów Morza – w kraju zapanowała klęska głodu, zniszczono stolicę i wiele innych miast. Liczne małe państwa hetyckie przetrwały do VIII wieku p.n.e. w południowo-wschodniej Anatolii i północnej Syrii.
Potęga imperium Hetytów opierała się na doskonale, jak na tamte czasy, uzbrojonej armii, wyposażonej w broń z żelaza, zbroje i rydwany bojowe. Na czele państwa stał król, posiadający szerokie uprawnienia i będący zwierzchnikiem suwerennych księstw, wchodzących w skład państwa, oraz najwyższym kapłanem. Większość obywateli była ludźmi wolnymi, ale istniała jakaś forma niewolnictwa. Rozwinięte prawodawstwo często stosowało odszkodowanie jako karę za przestępstwo. Gospodarka oparta była na rolnictwie, eksportowano miedź i brąz, później niezwykle cenne w tamtych czasach wyroby z żelaza. Religię Hetytów charakteryzował politeizm (z bardzo dużą liczbą bóstw), antropomorfizm i synkretyzm. Często wchłaniała ona kulty i bóstwa podbitych ludów i wywarła poważny wpływ na wierzenia Greków.

## Cywilizacje Bliskiego Wschodu od końca epoki brązu do podboju arabskiego

### Migracje przełomu II i I tysiąclecia p.n.e. i ich skutki

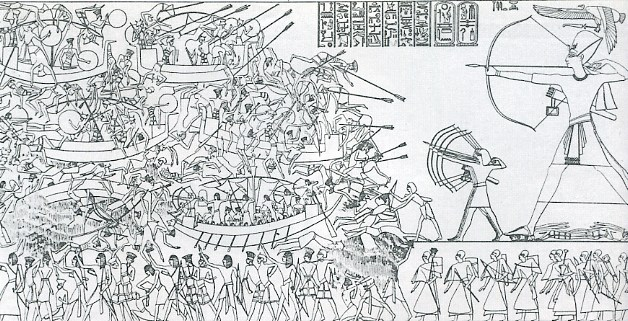
Egipcjanie (pod wodzą Ramzesa III) walczący z Ludami Morskimi w Delcie Nilu

Koniec II tysiąclecia p.n.e. (czyli początek epoki żelaza) przyniósł gwałtowne wydarzenia (ich pełny obraz jest obecnie nie do końca jasny i zrozumiały), które zasadniczo zmieniły sytuację na Bliskim Wschodzie. W XIII wieku p.n.e. na terenach zachodniej Anatolii sytuacja uległa znacznemu pogorszeniu, prawdopodobnie na skutek zmian klimatycznych i głodu. W ostatnich latach tego stulecia inwazja tzw. Ludów Morskich (jak nazywali ich Egipcjanie) doprowadziła do upadku imperium Hetytów oraz królestw Arzawy i Kizzuwatny w Anatolii. Najeźdźcy zniszczyli także potężne miasta syryjskiego wybrzeża: Ugarit, Byblos, Tyr, Sydon oraz liczne ośrodki w głębi lądu, takie jak Karkemisz i amoryckie Amurru. Zostali powstrzymani dopiero ok. 1190 p.n.e. w Palestynie przez Ramzesa III, który zwyciężył także ich flotę w delcie Nilu. Jednak w wyniku inwazji Egipt utracił większość swoich posiadłości poza Afryką, a po śmierci Ramzesa pogrążył się w kryzysie. Część najeźdźców osiedliła się na podbitych obszarach, jak np. Filistyni na wybrzeżu Lewantu, i prowadziła politykę ekspansywną. Osłabienie miast-państw w wyniku najazdów oraz spowodowany nimi kryzys ekonomiczny ułatwiły ekspansję na poły koczowniczym ludom semickim, które rozpowszechniły się w Syrii od XII wieku p.n.e.: Hebrajczycy zajęli sporą część Palestyny (wdając się w długie walki z Filistynami), a Aramejczycy (osiedlający się w ciągu II tysiąclecia na obrzeżach i oazach Pustyni Syryjskiej) zaczęli w XI wieku p.n.e. przenikać do Syrii i północnej Mezopotamii, mieszając się lub zastępując tamtejszą ludność hurycką i hetycką. Powstałe państewka aramejskie przeżywały największy rozkwit w X wieku p.n.e., rozszerzając swoje wpływy na teren osłabionej Asyrii, później jednak sytuacja się odwróciła i Aramejczycy stopniowo ulegali rosnącej potędze państwa nowoasyryjskiego.
O ile osadnictwo aramejskie w Syrii i północnej Mezopotamii pozwoliło na ponowne ożywienie cywilizacyjne tego obszaru, o tyle zniszczenia w Anatolii miały trwalszy charakter – spora część miast tego obszaru powróciła do gospodarki rolnej, przetrwało tylko kilka ośrodków. W XII wieku p.n.e. do Azji Mniejszej przybyli przez Hellespont Frygijczycy, lud z Bałkanów mówiący językiem z grupy indoeuropejskich, którzy osiedlili się w centrum półwyspu. W tym czasie Asyria została zaatakowana z Anatolii przez lud Muszki (identyfikowany z Frygijczykami), który pokonał dopiero Tiglatpilesar I. Równolegle we wschodniej Anatolii zaczęło rozwijać się państwo Urartu.
Gwałtowne wydarzenia miały też miejsce w centralnej i południowej Mezopotamii, naciskanej od zachodu przez Aramejczyków. Najazd Elamitów pod wodzą władcy Szutruknahhunte II położył kres rządom dynastii kasyckiej, zastąpionej potem przez II dynastię z Isin.

### Fenicja i jej kolonie

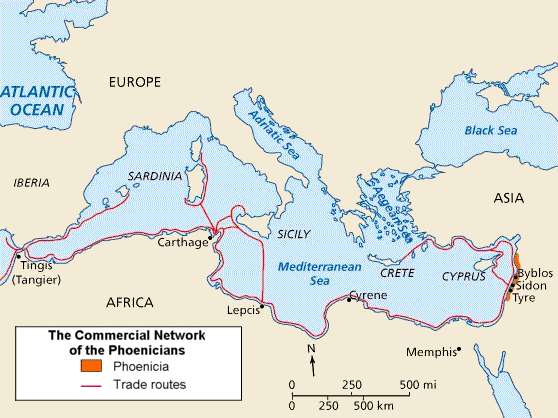
Mapa fenickich szlaków handlowych

Upadki mykeńskiej potęgi morskiej, imperium hetyckiego oraz jego sprzymierzeńców w północnej Syrii (Karkemisz, Ugarit), a także osłabienie Egiptu spowodowały powstanie na początku XII wieku p.n.e. próżni politycznej na terenach Lewantu oraz handlowej we wschodnim basenie Morza Śródziemnego. Sytuację wykorzystały fenickie ośrodki miejskie, takie jak Arwad, Byblos, Sydon i Tyr, które zaczęły szybko odbudowywać się po wydarzeniach późnej epoki brązu i bogacić się na handlu z Egiptem. Nie stworzyły one jednolitego państwa, lecz zespół niezależnych miast-państw. Około 1100 roku p.n.e. północna Fenicja została najechana przez Tiglatpilesara I, jednak po jego śmierci zagrożenie asyryjskie na tym terenie zanikło na dwa stulecia. Z kolei od południa Fenicjanom zagrażali Filistyni, co doprowadziło do zawarcia w X wieku p.n.e. przymierza pomiędzy Tyrem i Izraelem. W tym właśnie okresie (za rządów Hirama I) Tyr zyskał przewagę nad innymi miastami Fenicji i poszerzył obszar swojego panowania. W IX wieku p.n.e. w obliczu nowego zagrożenia ze strony Asyrii większe ośrodki fenickie zdecydowały się płacić daninę, co pozwoliło zachować im niepodległość do połowy VIII wieku p.n.e. Jednak później w wyniku starć z Tiglatpilesarem III, Asarhaddonem i Aszurbanipalem utraciły niezależność i przestały odgrywać poważną rolę polityczną w regionie.
Około XI wieku p.n.e. Fenicjanie organizowali morskie wyprawy handlowe na zachód i tworzyli przystanie, które po pewnym czasie przekształcały się w osady (niezależne od macierzystych miast). W początkowej fazie ekspansji ważną rolę odgrywał Cypr, później fenickie kolonie powstały przede wszystkim w północnej Afryce (Utyka, Kartagina), Hiszpanii (Kadyks) oraz na licznych wyspach (m.in. Sycylia, Sardynia, Malta). Asyryjski napór z końca VIII wieku p.n.e. mógł się przyczynić do zmiany charakteru ekspansji z przede wszystkim handlowej na bardziej osadniczą. Dzięki napływowi ludności ze wschodu wzrosło znaczenie Kartaginy (założonej przez Tyr ok. 814 p.n.e.), która w obliczu zagrożenia greckiego w zachodniej części Morza Śródziemnego zaczęła zakładać własne kolonie w strategicznych miejscach (m.in. Ibiza na Balearach), a w VI – V wieku p.n.e. osiągnęła status imperium, stając się głównym (w wyniku politycznego upadku miast Lewantu) ośrodkiem fenickim. Została pokonana dopiero przez Rzymian w wyniku toczonych w III i II wieku p.n.e. wojen punickich, a samo miasto doszczętnie zniszczono w 146 p.n.e.
Fenicjanie słynęli z doskonałej sztuki okrętowej oraz rzemiosła, zwłaszcza z produktów luksusowych ze szkła, kruszców, metali oraz kości słoniowej. Bardzo cenione były fenickie tkaniny barwione purpurą pozyskiwaną z morskich mięczaków. Fenicjanie jako pierwsi rozwinęli ok. 1000 p.n.e. pismo alfabetyczne, przejęte później i zmodyfikowane przez Greków, a potem Rzymian. Ich religia była politeistyczna i antropomorficzna, zbliżona do innych religii semickich regionu; czczono m.in. Baala, Asztarte, Melkarta i kilkadziesiąt innych bóstw.

### Dominacja Asyrii

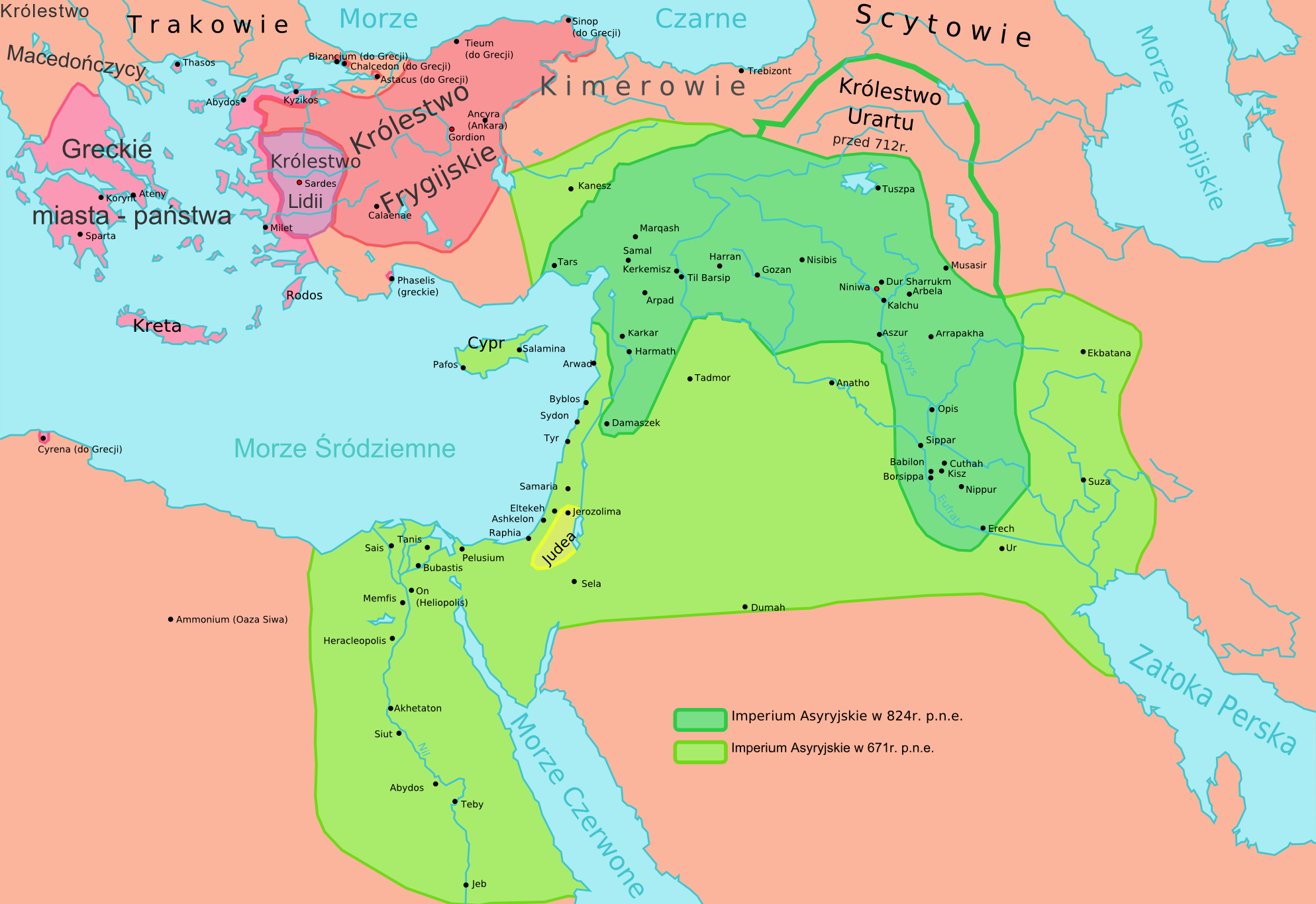
Mapa Asyrii w okresie nowoasyryjskim (934–612 p.n.e.)

Asyria zaczęła wpisywać się w dzieje Mezopotamii na początku XVIII w. p.n.e., pod rządami Szamszi-Adada I. W ciągu następnych kilku wieków kraj ten przeżywał zmienne losy, tracąc swą niezależność na rzecz Babilonii (państwo starobabilońskie Hammurabiego), a potem Mitanni. Jako niepodległe państwo Asyria zaczęła odradzać się dopiero w połowie XIV w. p.n.e., za czasów panowania Aszur-uballita I. Następcy Aszuruballita I rozszerzyli panowanie asyryjskie aż po Eufrat, wyprawiali się do Babilonii, jak również na Wyżynę Armeńską.
Pod koniec II tys. p.n.e. wraz z napływem koczowniczych Aramejczyków nastały dla Asyrii ciemne wieki. Władcą, który rozpoczął długi okres wychodzenia Asyrii z okresu słabości, był Aszur-dan II (934–912 p.n.e.). Jeden z kolejnych władców, Aszurnasirpal II (883–859 p.n.e.), drogą militarnych podbojów otworzył swoim następcom drogę do Syrii i Morza Śródziemnego. Większość wypraw Salmanasara III (858–824 p.n.e.) – następcy Aszurnasirpala II – skierowana była właśnie w stronę Syrii, choć armia asyryjska wyprawiała się też do Cylicji, Babilonii, a także kraju Nairi w okolicach jeziora Wan. Po śmierci Salmanasara III nastąpił trwający pół wieku okres słabości i wojen domowych.
Dominującą pozycję Asyrii na Bliskim Wschodzie przywrócił Tiglat-Pileser III (744–727 p.n.e.) – król reformator. Pokonał on swoich wrogów, koronował się na władcę Babilonii, ustanowił kontrolę nad Syrią. Podstawą jego sukcesów były gruntowne reformy państwa oraz powołanie armii zawodowej. Kolejnym wybitnym władcą asyryjskim był Sargon II (721–705 p.n.e.). Kontynuował on ekspansję asyryjską na zachód (umocnienie kontroli nad Syrią i podbój Palestyny), południe (zmusił do ucieczki króla Babilonii Marduk-apla-iddinę II i koronował się na króla Babilonu) i północ (w ósmym roku panowania wyprawił się przeciwko państwu Urartu, zdobył i złupił wiele miast, wywiózł do Asyrii posąg Haldiego – boga Urartyjczyków). Pod koniec rządów Sargona II Asyria panowała nad znacznym obszarem Bliskiego Wschodu. Imperium Asyryjskie rozciągało się od granic Egiptu i wybrzeża Morza Śródziemnego po góry Zagros na wschodzie i od gór Taurus po Zatokę Perską.
Następca Sargona II, Sennacheryb (704–681 p.n.e.), kontynuował – choć z mniejszymi sukcesami – politykę podbojów swego ojca. Mając dość ciągłych buntów w Babilonii, zdecydował się na radykalne posunięcie, którego nie dopuścił się żaden z jego poprzedników: splądrował i spalił okryte sławą święte miasto Babilon, niszcząc posągi bogów, świątynie i pałace. Po śmierci Sennacheryba – zasztyletowanego przez swego syna – doszło do konfliktu o sukcesję. Ostatecznie na tronie zasiadł jego najmłodszy syn, Asarhaddon (680–669 p.n.e.), który panowanie swe rozpoczął od pobożnego uczynku mającego być zadośćuczynieniem za grzech ojca – odbudowy Babilonu. Wielokrotnie wyprawiać się musiał do Syrii i Palestyny, by tłumić wybuchające tam wciąż rewolty. Na północnych i wschodnich granicach imperium z sukcesami odpierał ataki Scytów i Kimerów, koczowniczych plemion, które przywędrowały w VIII i VII w. p.n.e. z nadczarnomorskich stepów. Największym sukcesem militarnym Asarhaddona było jednak przekroczenie granicy Egiptu i zdobycie jego stolicy – Memfis. Było to jednak zwycięstwo krótkotrwałe, gdyż już po dwóch latach udało się Egipcjanom odzyskać utracone terytorium.
Po śmierci Asarhaddona na tronie asyryjskim w Niniwie zasiadł jego syn Aszurbanipal (668–627 p.n.e.). Udało mu się odzyskać kontrolę nad Egiptem, a armia asyryjska dotarła do Teb. Przez następnych kilka lat Aszurbanipal uwikłany był w konflikty na południu Mezopotamii: z Elamem i Babilonią. Walcząc z Elamem, udało mu się odnieść wielkie zwycięstwo – spustoszył cały kraj, a stolica Elamu, Suza, została zdobyta i złupiona. Do kolejnego konfliktu doszło w Babilonii. Zasiadający na tronie Babilonu brat Aszurbanipala, Szamasz-szuma-ukin, zerwał z polityką lojalności wobec brata i nawoływał do zawiązania koalicji przeciw Asyrii. Po kilku latach wojny oblężony w swym pałacu Szamasz-szuma-ukin zginął w płomieniach.
Za panowania Aszurbanipala imperium osiągnęło szczyt sukcesów, a zarazem zaczęło zbliżać się do klęski i upadku. Kolos asyryjski stał bowiem na glinianych nogach: ciągłe wojny, bunty w prowincjach, spory sukcesyjne i wojny domowe bardzo osłabiły państwo. Śmierć Aszurbanipala w 627 r. p.n.e. pociągnęła za sobą zamieszki. Koncentracja armii asyryjskiej na froncie egipskim osłabiła wschodnią granicę imperium, za którą wyrósł groźny przeciwnik Asyrii – państwo Medów. W 614 r. p.n.e. armia Medów prowadzona przez Kyaksaresa najechała Asyrię i zniszczyła Aszur. W 612 r. p.n.e. pod naciskiem sprzymierzonych wojsk medyjskich i babilońskich upadła Niniwa. Armia pod dowództwem Aszuruballita II wycofała się do Harranu, gdzie wygasł ostatni opór asyryjski. Schedę po imperium asyryjskim przejęli Babilończycy i Medowie, zaczynając nowy rozdział w historii starożytnego Bliskiego Wschodu.

### Achemenidzi

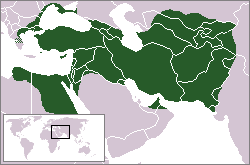
Największy zasięg terytorialny państwa Achemenidów

Po upadku Asyrii Bliski Wschód stał się areną rywalizacji trzech mocarstw, Babilonii, Medii i Egiptu XXVI dynastii, przy czym zwycięstwo pod Karkemisz pozwoliło Nabuchodonozorowi II (605–562 p.n.e.) na zachowanie dla siebie większości asyryjskiego imperium. Po jego śmierci państwo Chaldejczyków osłabło jednak.
Do decydujących dla przyszłości regionu wydarzeń doszło w Medii, gdzie Cyrus (559–529 p.n.e.), pochodzący z panującego nad Persami rodu Achemenidów, w roku 550 p.n.e. obalił króla Astyagesa (585–550 p.n.e.) i przejął jego państwo. W roku 546 p.n.e. podbił on Lidię, a w roku 539 p.n.e., wykorzystując niepopularność króla Nabonida (556–539 p.n.e.), zajął Babilonię. W ten sposób, podbiwszy później także znaczną część Azji Środkowej, Cyrus „ufundował najrozleglejsze imperium, jakie do tej pory widział świat”. Syn Cyrusa, Kambyzes (529–522 p.n.e.), do zdobyczy ojca w roku 525 p.n.e. dodał jeszcze Egipt, a szczyt potęgi Achemenidzi osiągnęli za panowania Dariusza (522–486 p.n.e.). Zreformował on administrację i sądownictwo, przeprowadził unifikację miar i wag, uporządkował system podatkowy i próbował zaprowadzić ład w systemie monetarnym.
Ekspansję Persów zahamowały dopiero niepomyślne wojny z Grekami na Zachodzie. Za panowania Kserksesa I (486–465 p.n.e.) rozpoczął się powolny schyłek imperium Achemenidów, którego przyczyną nie była jednak przegrana wojna z Grekami, lecz kryzys wewnętrzny. Stopniowo coraz większą rolę w rządzeniu zaczął odgrywać harem, co nie sprzyjało racjonalnej polityce. Jednocześnie polityka tezauryzacji pieniądza i jego wypływ za granicę doprowadziły do braku monety, co wywołało poważną deflację. W IV w. p.n.e. państwo perskie jest już ogarnięte kryzysem gospodarczym. Za pomocą swojego złota Achemenidzi byli jeszcze w stanie wpłynąć na wynik wojny peloponeskiej, w której poparli Spartę, a następnie tę samą Spartę pokonać przy pomocy innych państw greckich i w 386 p.n.e. odzyskać zachodnie wybrzeże Azji Mniejszej. Niemniej w 404 p.n.e. od imperium odpadł zbuntowany Egipt. Państwem zaczęły wstrząsać bunty kolejnych ludów i satrapów. Wszystkie zostały stłumione, a w roku 343 p.n.e. Artakserkses III (359–336 p.n.e.) odzyskał także Egipt. Jednak państwo Achemenidów wyszło z nich bardzo osłabione i uległo militarnemu geniuszowi króla Macedonii Aleksandra (336–323 p.n.e.), który w ciągu czterech lat pokonał główne siły perskie i w 330 p.n.e. doprowadził do śmierci ostatniego Achemenidy, Dariusza III (336–330 p.n.e.).
Jednym z powodów, dla których Achemenidzi byli zdolni do dwustoletniego panowania nad wieloma ludami i kulturami, była względna tolerancja dla odmiennych zwyczajów i wierzeń, choć zmniejszała się ona wraz z odchodzeniem od tradycyjnej religii irańskiej na rzecz monoteistycznego zaratusztrianizmu. Imperium dzieliło się na satrapie, których namiestnicy cieszyli się dużą dozą niezależności. Rolę lingua franca ogromnego państwa pełnił język aramejski, chyba najczęściej używany przez administrację.

### Partowie

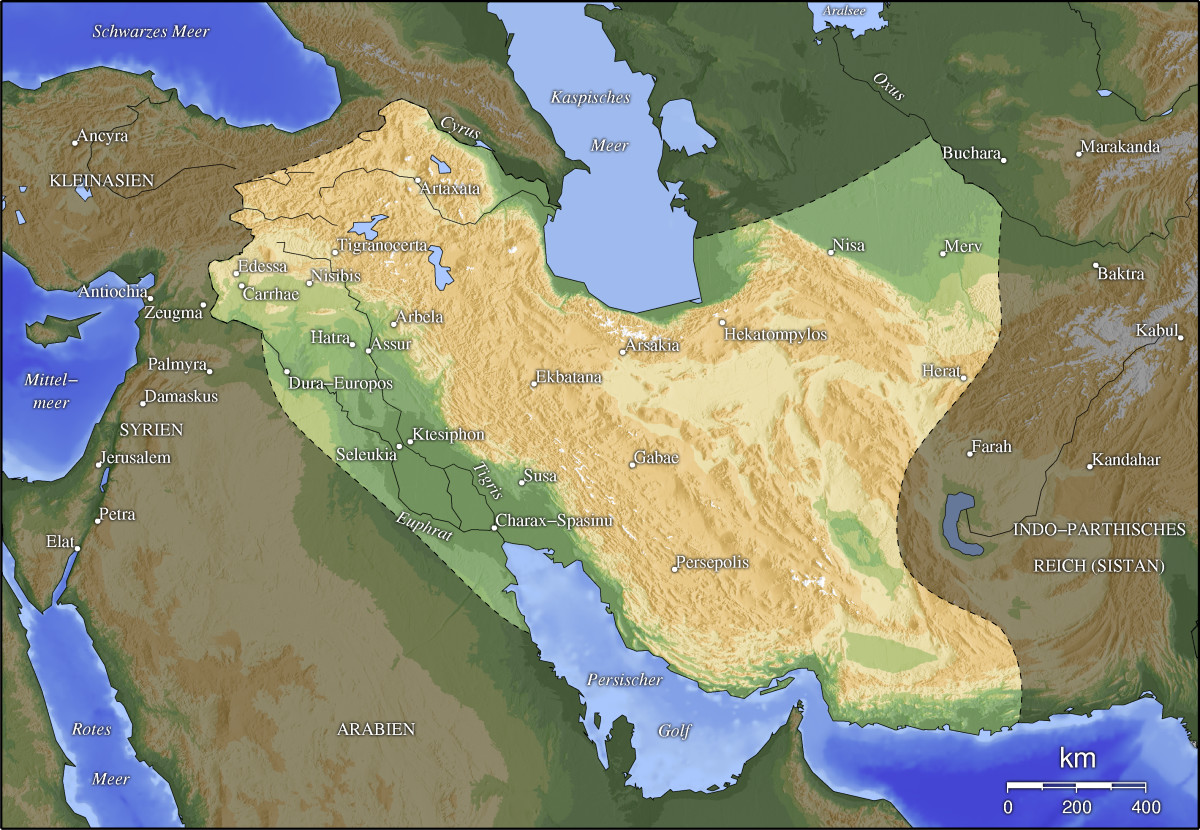
Królestwo Partów

„Nie było głębszej cezury w pięciu tysiącach lat historii Bliskiego i Środkowego Wschodu niż podbój Aleksandra Wielkiego i każdy archeologiczny obiekt, który został stworzony po tym czasie, nosi na sobie znamię hellenizmu”. Odnosi się to w szczególności do sztuki i mennictwa, jednak w sferze polityki dziedzictwo hellenizmu było mniej trwałe i ostatecznie ograniczyło się do terytoriów na zachód od Eufratu (zobacz też poniżej epoka hellenistyczna).
Po śmierci Aleksandra w 323 p.n.e. jego państwo rozpadło się. Wschodnie prowincje dawnego imperium Achemenidów opanowali Seleucydzi, jednak już w połowie III w. p.n.e. ich państwo zaczęło ulegać dezintegracji. W Baktrii powstało hellenistyczne Królestwo Greko-Baktryjskie, a satrapię Partii zajęli wschodnioirańscy koczownicy, Parnowie. Od Partii Parnowie zaczęli się nazywać Partami i pod taką nazwą przeszli do historii. Udało im się obronić swoją niezależność przed Seleucydami. Mitrydates I (171–138 p.n.e.) wykorzystał ich osłabienie oraz rozpad monarchii Greków Baktryjskich i zjednoczył pod swoją władzą większość ziem irańskich oraz Mezopotamię. Władzy Partów rzucili jednak wyzwanie koczownicy ze wschodu. Fraates II (138–128 p.n.e.) zginął w walce z Sakami, a Artabanus I (138–124 p.n.e.) w walce z Yuezhi. Dopiero Mitrydates II ustabilizował wschodnią granicę, ostatecznie opanował Mezopotamię oraz osadził na tronie Armenii Tigranesa II.
Po śmierci Mitrydatesa nastąpił okres chaosu – pierwszym królem o silniejszej władzy był dopiero Orodes II (57–37 p.n.e.). W roku 53 p.n.e. jego armia zadała Rzymianom druzgocącą klęskę w bitwie pod Carrhae, co rozpoczęło trwającą niemal trzy stulecia rywalizację dwóch mocarstw. Pewien kompromis osiągnięto za Wologazesa I (51 – ok. 78 n.e.), kiedy jego brat Tiridates I (54–59, 62–72) został królem Armenii, formalnie uznając jednak zwierzchność Rzymu. Po śmierci Wologazesa królestwo Partów było wstrząsane ciągłymi walkami pretendentów do władzy, tak że nie było w stanie przeciwstawić się inwazjom Rzymian – w latach 114, 197 i 216 zajmowali oni nawet stolicę, Ktezyfon.
Państwo Partów miało charakter na poły feudalny, ze stosunkowo słabą władzą centralną. Obejmowało liczne satrapie, wolne miasta oraz zależne księstwa i królestwa uznające zwierzchnictwo dynastii Arsacydów, tytułujących się, wzorem Achemenidów, Wielkimi Królami i Królami Królów. Ponadto Partowie musieli prowadzić wojnę na dwa fronty, ciągle zagrożeni przez koczowników ze wschodu. Paradoksalnie, za Partów, przynajmniej we wczesnym okresie ich panowania, nastąpił proces hellenizacji mający głębszy charakter niż za Seleucydów, czego świadectwem był tytuł filohellena, wybijany na monetach ich władców. Począwszy jednak od I wieku naszej ery trend ten uległ odwróceniu na rzecz kultywowania tradycji czysto irańskich.
W sferze gospodarczej ważnym wydarzeniem okresu partyjskiego był początek funkcjonowania jedwabnego szlaku, zaś w sferze religijnej rozwój instytucji zaratusztriańskich, przy generalnie tolerancyjnej polityce wobec różnych religii. W roku 220 jeden z wasali Arsacydów, władca Farsu Ardaszir, zbuntował się przeciwko nim, wykorzystując wyczerpanie kolejną wojną domową i wojną z Rzymem. W 224 roku pokonał on i zabił ostatniego króla Partów Artabanusa IV (213–224), tym samym zakładając fundament pod nową dynastię Sasanidów.

### Sasanidzi

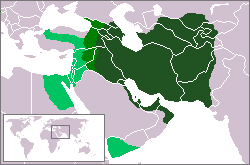
Imperium perskie za czasów Sasanidów: terytorium przez większość jego istnienia (ciemna zieleń) i zasięg krótkotrwałych największych zdobyczy (jasna zieleń)

Na początku III wieku n.e. państwo Partów uległo poważnemu osłabieniu w wyniku ciężkich wojen z Rzymem. W 220 roku na terenie Farsu doszło do buntu – Ardaszir I wypowiedział posłuszeństwo Artabanowi IV, pokonał jego wojska (w 224) i przejął władzę, zapoczątkowując dynastię Sasanidów. Nowe państwo nawiązywało do tradycji Persji za rządów Achemenidów (przywrócono m.in. tytuł króla królów oraz inne instytucje perskie), dążyło do odzyskania dawnej świetności, odrzucając tradycję grecką i wpływy rzymskie. W przeciwieństwie do Partów władcy z dynastii Sasanidów postawili na silną centralizację władzy, uprzywilejowaną pozycję uzyskał zaratusztrianizm, który później stał się właściwie religią państwową (zdarzały się prześladowania innych wyznań). Sasanidzi dysponowali silną armią i prowadzili ekspansywną politykę – już za Ardaszira I wybuchła wojna z Rzymem, a za jego następcy, Szapura I, Persom udało się wziąć do niewoli cesarza Waleriana (sytuację uratował Odenatus, władca Palmyry, który wyparł Sasanidów).
Po śmierci Szapura I (272) nastąpił okres zamętu, spowodowany niepokojami religijnymi i walkami wewnątrz dynastii. Stabilizację przyniosły długie rządy Szapura II (309–379), który prowadził szereg udanych wojen z Rzymem oraz na wschodzie, poszerzając granicę państwa. Jednak wraz z jego śmiercią nastąpił długotrwały kryzys trwający aż do VI wieku. W tym czasie trwały walki o władzę pomiędzy arystokracją, kapłanami i monarchią, a władcy często ginęli w wyniku spisków.
W drugiej połowie V wieku poważnym zagrożeniem stali się koczownicy z Azji Środkowej – Heftalici. W 531 roku władzę objął Chosrow I, który przeprowadził udane reformy (zapoczątkowane jeszcze przez poprzednika, Kawada I) wojskowe, administracyjne i fiskalne. Pokonał Heftalitów, odparł niedawnych sprzymierzeńców, Turków i toczył zwycięskie wojny z Bizancjum. Za jego rządów państwo przeżywało także rozkwit kulturalny i gospodarczy. Jego wnuk, Chosrow II, rozpoczął w 602 długotrwałą wojnę z Bizancjum, w czasie której Sasanidzi zajęli Syrię, Palestynę i Egipt, kilkakrotnie zagrozili samemu Konstantynopolowi, jednak od 622 skuteczne działania cesarza Herakliusza przechyliły szalę zwycięstwa na stronę cesarstwa (pokój zawarto w 628 – Sasanidzi wycofali się z zajętych terytoriów).
Chosrow II został obalony i zamordowany, wybuchła wojna domowa, w wyniku której na tronie zasiadł ośmioletni Jezdegerd III. Zdezorganizowany i wyczerpany wojnami kraj stał się łatwym łupem dla zjednoczonych przez Mahometa Arabów, którzy w kilku bitwach pokonali Sasanidów (król zginął w 651 roku) i przejęli władzę w państwie. Osiągnięcia cywilizacyjne Persji Sasanidów miały ogromny wpływ na kształtującą się kulturę islamską.

## Grecja

### Prehistoria i okres przedmykeński
Na terenie dzisiejszej Grecji odkryto ślady łowców-zbieraczy pochodzące z okresu kończącego ostatnie zlodowacenie (ok. 12 tys. lat p.n.e.). W neolicie (od 6500 p.n.e.) pojawiły się tam pierwsze ślady uprawy roślin i hodowli zwierząt, umiejętności być może przyniesionych z zachodniej Anatolii, gdyż znanych już wcześniej na Bliskim Wschodzie.
Od początku III tysiąclecia p.n.e. w Grecji zaczynają rozpowszechniać się narzędzia produkowane z brązu, cywilizacja (tzw. wczesnego okresu helladzkiego) staje się bardziej zaawansowana. Pozostaje jednak w tyle za współczesnymi jej kulturami Bliskiego Wschodu. W tym samym okresie na Cykladach rozwijała się tzw. kultura cykladzka, znana przede wszystkim z charakterystycznych figurek przedstawiających głównie kobiety. Pod koniec III tysiąclecia p.n.e. osiedla w Grecji zostają zniszczone, podobnie jak miało to miejsce w innych rejonach Europy w tym samym czasie. Historycy łączą te gwałtowne wydarzenia, jak i następujące potem półwiecze stagnacji (tzw. średni okres helladzki), z przybyciem do centralnej i południowej Grecji ludów posługujących się językiem należącym do grupy indoeuropejskich, wczesną formą języka greckiego. Na podstawie badań pozostałości kultury materialnej (ceramiki), datę pojawienia się przybyszy przesuwa się czasami do ok. 1900 p.n.e., a według innej teorii nawet do 1600 p.n.e. Ślady językowe cywilizacji wczesnego okresu helladzkiego przetrwały w nazwach niektórych miejsc oraz zwierząt i roślin. Nowi mieszkańcy Grecji znali rolnictwo i hodowlę, ich społeczeństwo było patriarchalne, hierarchiczne, zorganizowane w klany i plemiona. Głównym bóstwem ich religii był Zeus.
Zastój cywilizacyjny (aczkolwiek nie całkowity) średniego okresu helladzkiego (trwającego do początków XVI wieku p.n.e.) był prawdopodobnie długim procesem przystosowawczym, kiedy to dwie kultury: rodzima i nowo przybyła, stopniowo stapiały się w jedną, która w późnym okresie helladzkim, m.in. na skutek kontaktów z zaawansowaną cywilizacją Krety, a także z Bliskim Wschodem, wykształciła wysoką kulturę mykeńską.

### Cywilizacje minojska i mykeńska

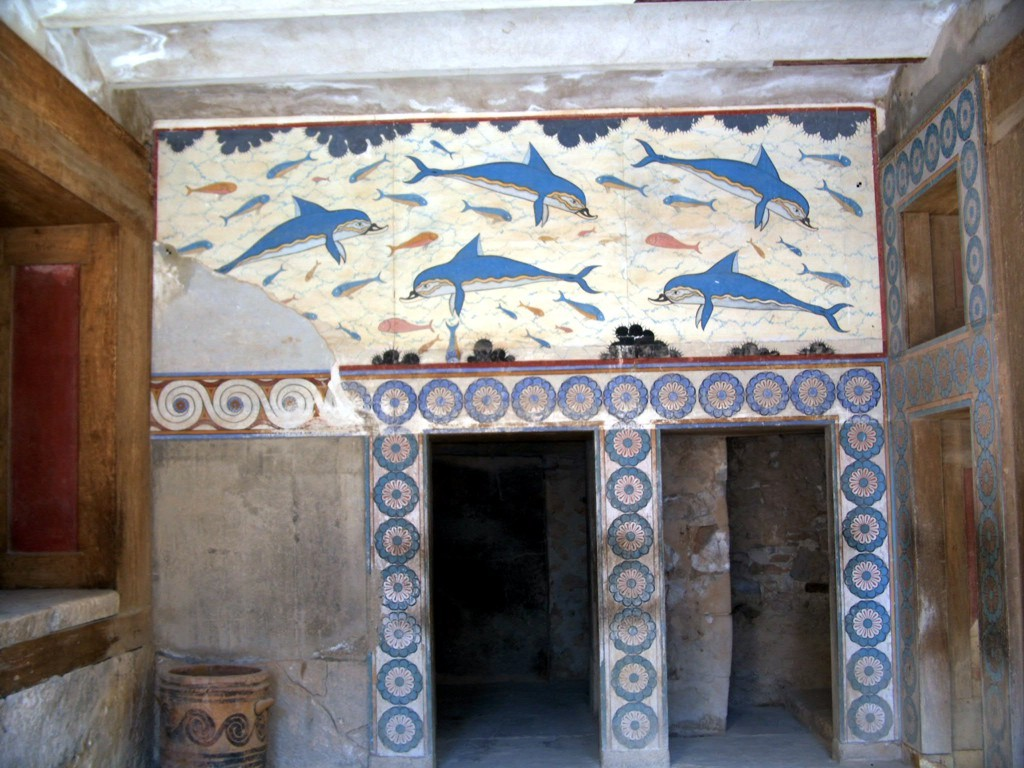
Malowidła ścienne z ruin pałacu w Knossos

Cywilizacja minojska, rozwijająca się na Krecie, weszła w szczytową fazę rozwoju z końcem III tysiąclecia p.n.e. Wtedy powstały ośrodki miejskie (najbardziej znane jest Knossos) z charakterystycznymi dużymi pałacami, pełniącymi rolę centrów życia społecznego, politycznego, gospodarczego oraz prawdopodobnie religijnego. Około 1700 p.n.e. pałace zostały zniszczone na skutek trzęsienia ziemi bądź najazdu, jednak szybko je odbudowano, większe i wzbogacone o duże freski. Podstawą bogactwa Krety był handel, zarówno wewnętrzny, jak i z ludami wschodniej części Morza Śródziemnego. Społeczeństwo podzielone było na klasy, istniało niewolnictwo. Na Krecie powstały hieroglificzne systemy pisma (m.in. do dziś w większości nie rozszyfrowane pismo linearne A). Sztuka minojska wykazuje wpływy egipskie i lewantyńskie, jednak rozwinęła unikalne cechy, zachowały się m.in. charakterystyczne kolorowe freski. Wysoka kultura Krety emanowała na sąsiednie obszary, jej wpływy są szczególnie widoczne na wyspach Morza Egejskiego, wybrzeżach Azji Mniejszej, a także w Grecji.
W XVI wieku p.n.e. w Grecji kontynentalnej uformowała się kultura nazwana od jednego z ważniejszych ośrodków mykeńską. Mykeńczycy (niekiedy identyfikowani z występującymi u Homera Achajami) byli ludem wojowniczym. Podboje i piractwo stanowiło część źródeł ich dochodów. Między 1500 a 1450 p.n.e. podbili minojską Kretę i z Knossos władali większością wyspy, jednak ok. 1375 p.n.e. pałac w Knossos został zniszczony, a mykeńska teraz wyspa straciła na znaczeniu. Mykeńczycy przejęli od Kreteńczyków część kultury, religii oraz pismo w zmienionej formie (tzw. pismo linearne B). W XIV wieku p.n.e. w Grecji pojawiły się nowe, bogate pałace, wzorowane na minojskich, aczkolwiek mniejsze i lepiej ufortyfikowane. Trwający do końca XIII wieku p.n.e. okres to szczyt rozwoju cywilizacji mykeńskiej. Rozwinęła ona handel śródziemnomorski sięgający na zachodzie Sardynii. Ślady osadnictwa znajdowane są na azjatyckim wybrzeżu Morza Egejskiego oraz na wyspach, m.in. Rodos i Cyprze. W XII wieku p.n.e. nastąpił kres mykeńskiej cywilizacji. Wiele jej ośrodków zostało zniszczonych, zniknęły wytwory jej kultury. Przyczyny tych zdarzeń są nadal przedmiotem debaty naukowej, jednak dwie teorie wymieniane są najczęściej: najazd (Ludów Morza lub Dorów) albo problemy wewnętrzne skutkujące gwałtownymi przemianami społecznymi. Grecja weszła w okres swojej historii zwany Ciemnymi Wiekami, charakteryzujący się ogólną zapaścią cywilizacyjną, zmniejszeniem populacji, zanikiem używania pisma i niewielką liczbą znalezisk archeologicznych z tej epoki.

### Okres archaiczny

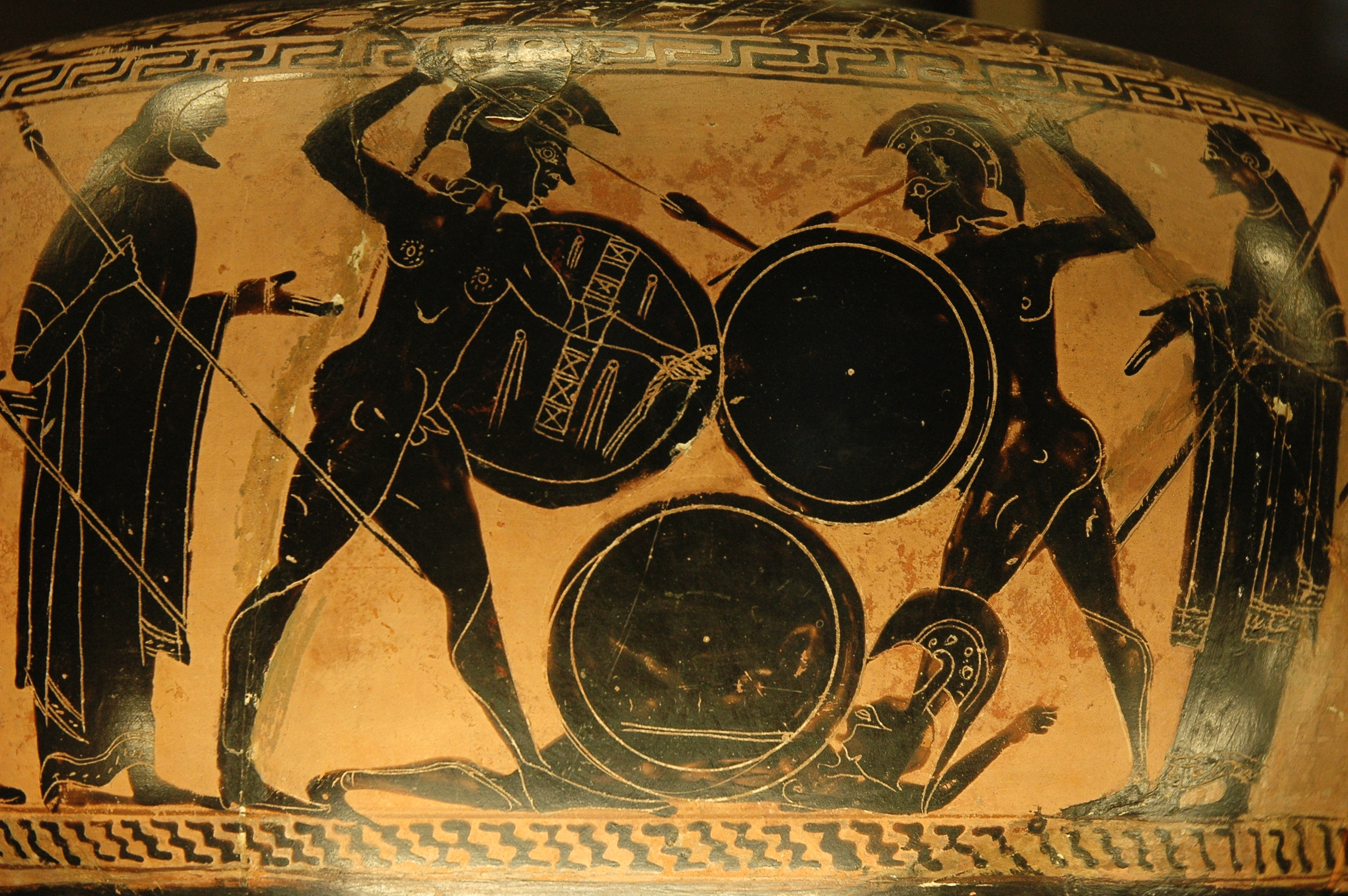
Waza z lat 560–550 p.n.e. przedstawiająca walczących hoplitów

W VIII wieku p.n.e. proces odradzania się greckiej cywilizacji znacznie przyspieszył. Wzrost populacji doprowadził do ponownego zasiedlenia dawnych ośrodków, rozrostu istniejących i zakładania nowych. Charakterystyka geograficzna większości obszaru Grecji doprowadziła do kształtowania się (także poprzez synojkizm) miast-państw – polis, obejmujących ośrodek miejski wraz z przylegającymi obszarami. Z biegiem czasu zmienia się forma władzy, lokalnych królów zastępują oligarchie, później następuje wiek tyranów, podczas którego licznymi poleis rządzili samozwańcy, zwykle dzięki szerokiemu poparciu ludności. Pod koniec okresu archaicznego pojawia się demokracja, forma rządów dopuszczająca do decydowania o losach polis szerszą grupę jej obywateli. Wykształca się charakterystyczna forma organizacji armii – wolni obywatele polis tworzą ciężkozbrojną piechotę (pojedynczy żołnierz zwany jest hoplitą), walczącą w zwartej formacji zwanej falangą. Okres archaiczny jest widownią wielu walk pomiędzy poszczególnymi polis. Na potęgi wyrastają Ateny, Sparta, także Korynt i Teby.
VIII wiek p.n.e. to także początki procesu osiedlania się Greków na nowych terenach – Wielkiej kolonizacji. W całym basenie Morza Śródziemnego (i Czarnego) powstają nowe osiedla, zwykle niezależne, ale zachowujące polityczne i handlowe więzi z macierzystym polis. Niektóre z nich, jak np. Syrakuzy czy Tarent, stały się ważnymi ośrodkami greckiej cywilizacji. Kształtują się instytucje panhelleńskie, wspólne dla wszystkich Greków: działa wyrocznia w świątyni Apollina w Delfach, a od 776 p.n.e. co cztery lata organizowane są igrzyska w Olimpii. Od VI wieku p.n.e. podobne imprezy odbywają się także w trzech innych miastach.
Sztuka staje się bardziej wyrafinowana, otwiera się na wpływy fenickie i asyryjskie – pojawiają się m.in. charakterystyczne zdobione naczynia ceramiczne, wzorowane na egipskich rzeźby kurosów, a w dziedzinie architektury kamienne świątynie otoczone kolumnadą. Wprawdzie pismo mykeńskie zostało utracone, ale Grecy adaptują na potrzeby swojego języka alfabet fenicki – pojawiają się źródła pisane. Na początku okresu archaicznego spisane zostają, krążące do tej pory jako poezja śpiewana, dwa wielkie eposy przypisywane Homerowi: Iliada i Odyseja. W VI wieku p.n.e. w Jonii pojawiają się próby naukowego wyjaśnienia rzeczywistości – presokratycy dają początek greckiej nauce i filozofii.

### Okres klasyczny

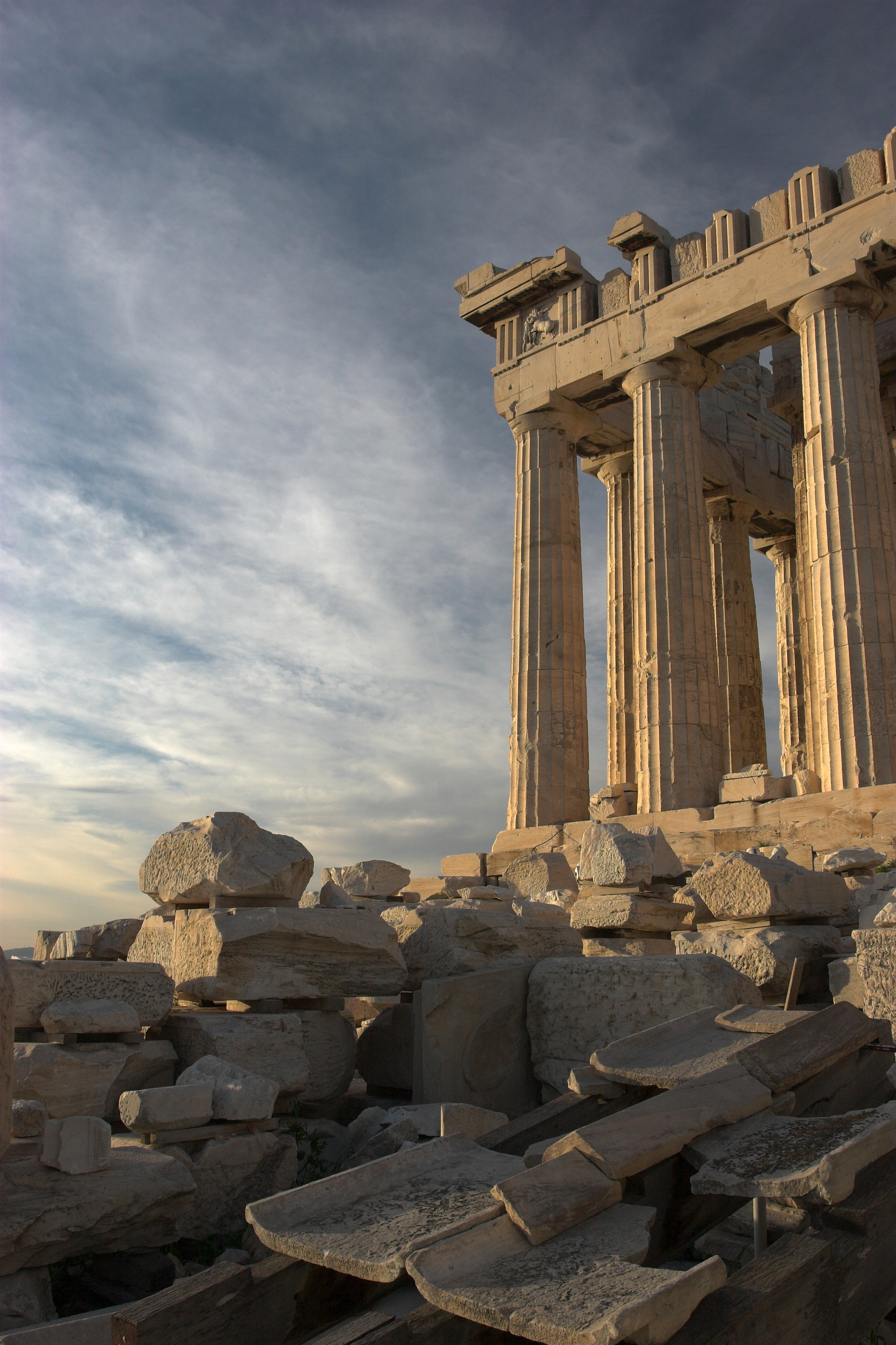
Partenon – świątynia Ateny na Akropolu

Początek V wieku p.n.e. przyniósł Grecji konflikt z imperium perskim (Achmenidów). W 499 p.n.e. poleis Jonii na czele z Miletem zbuntowały się przeciwko perskiej władzy, otrzymały pomoc od Aten, ale w 494 p.n.e. powstanie upadło. Dariusz I postanowił ukarać Greków z Europy, lecz wysłana przez niego armia poniosła spektakularną klęskę pod Maratonem w 490 p.n.e. Syn Dariusza, Kserkses I, ponowił próbę zdobycia Grecji w 480 p.n.e., ale jego flota doznała porażki pod Salaminą, a armia lądowa przegrała pod Platejami z połączonymi siłami Aten i Sparty.
Po wyeliminowaniu zagrożenia ze strony Persji rozpoczął się w Grecji okres dążeń poszczególnych poleis do hegemonii – dominacji nad jak największą liczbą innych miast. Atenom, potędze morskiej i handlowej, udało się skupić wiele poleis w kontrolowanym przez siebie Związku Morskim (powstałym w 478 p.n.e.) i tym samym wydatnie umocnić swoją pozycję polityczną, militarną i ekonomiczną. Ateny przeżywały największy rozkwit za rządów Peryklesa. To doprowadziło do konfliktu z kierującą Związkiem Peloponeskim Spartą. Wybuchły dwie wojny peloponeskie (w latach 459–446 p.n.e. i 431–404 p.n.e.), z których druga zakończyła się zwycięstwem Sparty (przy wsparciu Persów) i uzyskaniem przez nią hegemonii. Jednak już kilka lat później wojna koryncka (395–387 p.n.e.) osłabiła jej pozycję, pozwoliła także Persom ponownie odzyskać kontrolę nad Jonią, a porażka pod Leuktrami w 371 p.n.e. z Tebami zepchnęła Spartę do drugorzędnej roli.
Druga połowa IV wieku p.n.e. to stopniowy wzrost znaczenia zreformowanej przez Filipa II Macedonii, uwieńczony pokonaniem w 338 p.n.e. pod Cheroneją połączonych sił Aten i Teb. Utworzony potem przez Filipa Związek Koryncki, zrzeszający zdecydowaną większość poleis (poza Spartą), był w rzeczywistości narzędziem macedońskiej dominacji w Grecji. Śmierć Filipa w 336 p.n.e. wywołała bunt w Grecji, szybko jednak uśmierzony przez jego syna Aleksandra, który następnie w 334 p.n.e. rozpoczął wojnę z Persją, zakończoną całkowitym podbojem ogromnego imperium Achemenidów (oraz Egiptu i części Indii). Śmierć Aleksandra, nazwanego Wielkim, w 323 p.n.e. pozostawiła rozległe państwo bez wyraźnego następcy.
Okres klasyczny uznawany jest za szczytową fazę rozwoju politycznego, duchowego i materialnego starożytnych Greków. Już u progu tego okresu w większości znaczących poleis panowały formy rządów angażujące w sprawowanie władzy mniejszą (oligarchia) lub większą (demokracja) grupę obywateli. Monarchia przetrwała na peryferiach greckiego świata, a także w Sparcie. Prowadzone wojny zmieniły charakter z lokalnych konfliktów na wielkoskalowe starcia między koalicjami wielu miast lub z wrogiem zewnętrznym. Wprawdzie podstawą armii pozostał obywatel polis – hoplita walczący w szyku falangi, ale zaszły zmiany w taktyce (zwłaszcza w IV wieku p.n.e.), zaczęli także pojawiać się najemnicy (zaciągani np. przez bogate Ateny). Nadal trwała kolonizacja, choć na mniejszą skalę niż w okresie archaicznym.
Znacząco rozwinęła się sztuka. Głównym jej ośrodkiem w świecie greckim stały się Ateny. W architekturze szeroko stosowano porządek joński (m.in. w budowlach powstałych na Akropolu w Atenach), później koryncki. Budowle stały się bardziej monumentalne, powstały pierwsze kamienne teatry. Rzeźby (i płaskorzeźby) zyskały na realizmie, dynamice przedstawianych scen i postaci, poziomie szczegółowości. Rozwinęło się malarstwo, a pod jego wpływem sztuka mozaikarska. Rozkwit przeżywała literatura, szczególnie poezja i dramat (Ajschylos, Eurypides, Sofokles), także historiografia (Herodot, Tukidydes, Ksenofont).

### Okres hellenistyczny

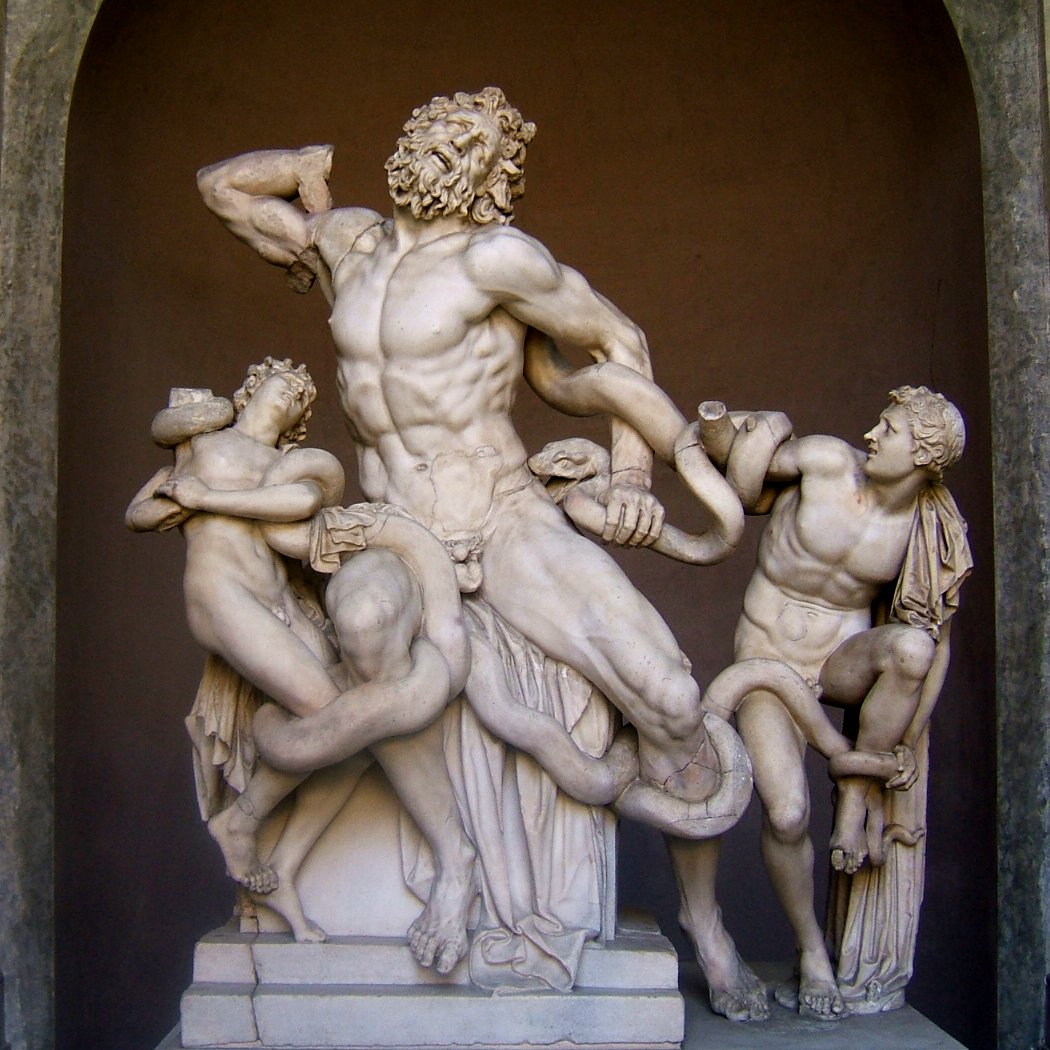
Grupa Laokoona – rzeźba z okresu hellenistycznego

Do walki o podział schedy po Aleksandrze Wielkim stanęli jego dowódcy – diadochowie. Po ponad czterdziestu latach wojen wyłoniły się trzy większe państwa, które bez większych zmian miały przetrwać następny wiek:
- Macedonia, rządzona przez dynastię Antygonidów, kontrolująca Grecję,
- Egipt Ptolemeuszy,
- Imperium Seleucydów, rozciągające się w szczytowym okresie od Azji Mniejszej po granice Indii.

Ukształtowanie się powyższego podziału politycznego (uzupełnionego później przez mniejsze państwa, jak np. Pergamon czy Baktria) nie zakończyło konfliktów. Seleucydzi i Ptolemeusze stoczyli szereg wojen syryjskich o panowanie nad obszarem Lewantu. Antygonidzi rządzący Macedonią włączali się w niektóre z tych konfliktów, musieli także przez cały okres istnienia swojego państwa toczyć walki o kontrolę nad Grecją, gdzie z czasem powstały szersze organizacje polityczne: Związek Etolski i Związek Achajski.
III wiek p.n.e. to wzrost potęgi Rzymu, który od końca tego stulecia zaczął ingerować w sprawy Grecji. Wieki II i I p.n.e. to dominacja Rzymu we wschodnim rejonie Morza Śródziemnego i stopniowe anektowanie poszczególnych państw hellenistycznych, zakończone w 30 p.n.e. przyłączeniem Egiptu. Wschodnie tereny imperium Seleucydów (wraz z Mezopotamią) wpadły w ręce Partów w II wieku p.n.e.
Charakterystycznymi cechami epoki hellenistycznej były: rozszerzenie się kultury Grecji klasycznej na obszary podbitej monarchii perskiej (w wyniku kolonizacji trwającej do połowy III wieku p.n.e.), jej zetknięcie się ze starszymi cywilizacjami Wschodu, pojawienie się nowych prądów w religii, filozofii i sztuce, rozwój nauki. Na znaczeniu zyskały nowe ośrodki miejskie takie jak Aleksandria, Antiochia czy Seleucja nad Tygrysem, rozpowszechniła się odmiana greki – koine. Mimo upadku hellenistycznych organizmów państwowych, elementy kultury tego okresu przetrwały w Cesarstwie rzymskim i w państwie Partów.

## Rzym

### Italia przedrzymska. Etruskowie

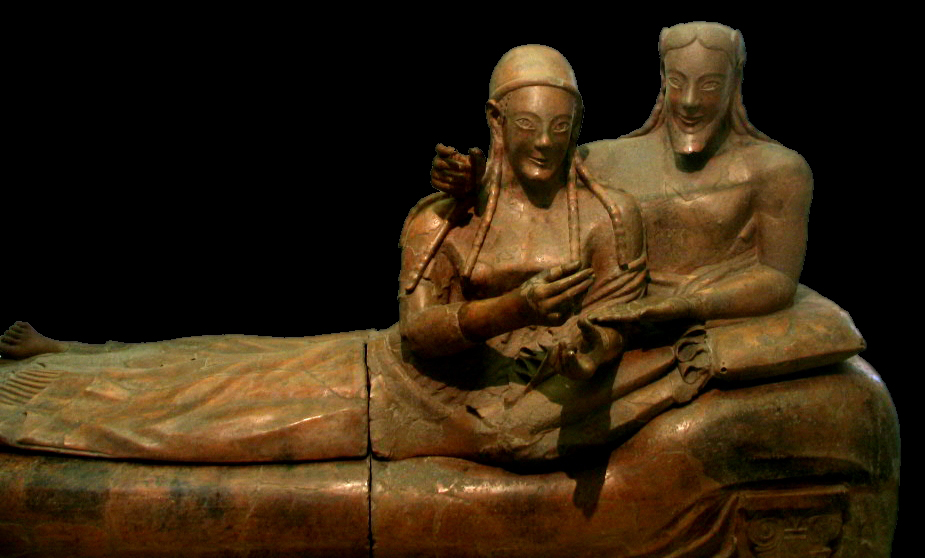
Etruski sarkofag (późny VI wiek p.n.e.)

Pierwotnie Italię zamieszkiwały prawdopodobnie ludy nieindoeuropejskie (być może ich potomkami byli żyjący później Ligurowie). W II tysiącleciu p.n.e. zaczęły pojawiać się plemiona mówiące językami indoeuropejskimi, głównie Italikowie (wśród których byli m.in. Latynowie, Sabinowie, Ekwowie, Wolskowie oraz Umbrowie i Samnici), ale także ludy ilirysjkie. Ich przybycie wiąże się zwykle z pojawieniem się na Półwyspie Apenińskim techniki produkcji brązu. Epoka żelaza rozpoczęła się w Italii na początku I tysiąclecia p.n.e. – był to także okres intensywnego przemieszczania się ludów oraz zmiany w ich obyczajach (rozpowszechnienie się palenia zwłok, zwłaszcza w północnej Italii i Lacjum). Przedstawiciele cywilizacji tego okresu żyli w grupach plemiennych, charakteryzujących się ustrojem rodowym typu patriarchalnego.

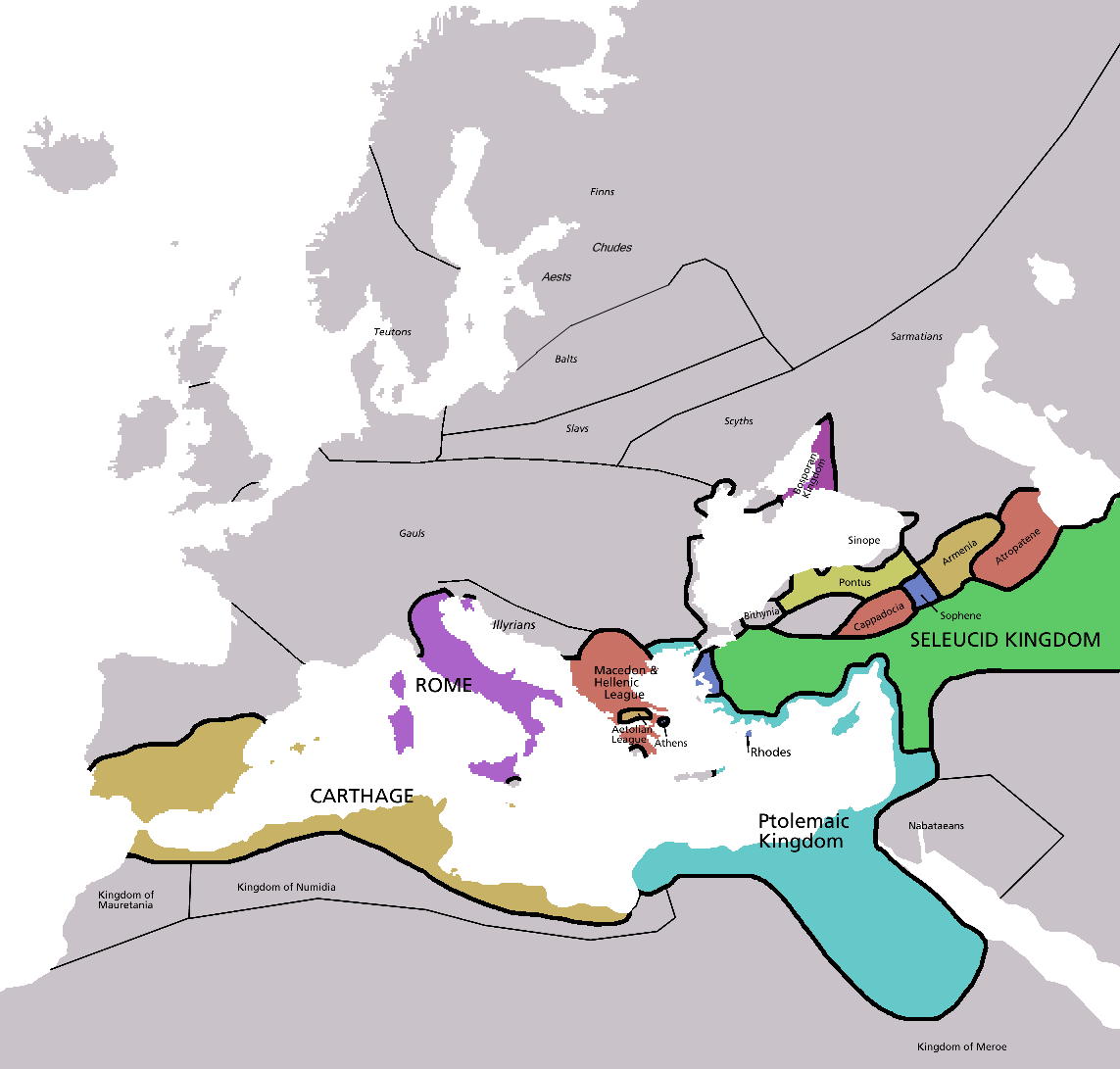
Europa około roku 220 p.n.e.

W VIII wieku p.n.e. pojawiły się w Italii dwie wysoko rozwinięte cywilizacje: na południu półwyspu i na Sycylii swoje kolonie zakładały greckie poleis, w Etrurii rozwijały się miasta Etrusków, których największe znaczenie polityczne przypada na okres od połowy VII wieku p.n.e. do początku V wieku p.n.e. W tym czasie obszar ich panowania rozciągał się od podnóża Alp na północy do Kampanii na południu (panowali m.in. nad Lacjum i Rzymem), a silna flota w sojuszu z Kartaginą skutecznie walczyła o dominację na morzu z koloniami greckimi.
Jednak w V wieku p.n.e. Etruskowie utracili przewagę morską nad Grekami, Samnici zajęli Kampanię, a na Nizinę Padańską wkroczyli Galowie. Spod etruskiego panowania wyzwolił się Rzym, który zaczął wyrastać na italską potęgę, stopniowo podporządkowując sobie tereny byłych zwierzchników i innych ludów półwyspu. Ostatnie wolne miasto Etrusków (Volsinii) zdobyli Rzymianie w 264 p.n.e.
Etruskowie nie tworzyli scentralizowanego państwa, raczej sojusz wielu miast-państw rządzonych przez królów. Społeczeństwo było zróżnicowane klasowo. Istniała arystokracja, mająca na swoich usługach niewolników oraz ludność zależną, zajmującą się uprawą roli w wielkich majątkach ziemskich. Kobiety posiadały stosunkowo (w porównaniu z Grecją i Rzymem) wysoką pozycję społeczną. Podstawą gospodarki było zaawansowane technicznie rolnictwo, etruskie narzędzia i wyroby z brązu znane były w całej Italii, na wysokim poziomie stały urbanistyka (będąca pod silnym wpływem greckim) i sztuka (m.in. realistyczne rzeźby z terakoty, rzeźba portretowa, sarkofagi). Oryginalna kultura Etrusków oraz elementy ich cywilizacji przetrwały upadek polityczny i odcisnęły wyraźny ślad na Rzymianach.

### Republika rzymska

Obszar republiki rzymskiej za rządów Juliusza Cezara

Opis historii Rzymu od Eneasza do założenia Rzymu przez Romulusa w 753 p.n.e., jaki znajdujemy u różnych autorów antycznych, traktowany jest obecnie wyłącznie jako legenda. Jednak późniejsze dzieje miasta – rządy królów, a zwłaszcza panowanie ostatnich trzech władców pochodzenia etruskiego – według współczesnych historyków mogło już rzeczywiście mieć miejsce. Według tradycji w roku 509/508 p.n.e. mieszkańcy wygnali ostatniego króla i w mieście wprowadzono ustrój republikański z konsulami jako najwyższymi urzędnikami. Niektórzy historycy przesuwają datę tego wydarzenia na pierwszą połowę V wieku p.n.e.
W sferze politycznej niemal całe V i IV stulecie p.n.e. wypełnił konflikt między dwiema grupami społecznymi: patrycjuszami i plebejuszami. Plebejusze walczyli o dostęp do urzędów, prawo do użytkowania zdobycznej ziemi, ochronę przed wierzycielami i spisanie przyznanych praw. Reprezentantem plebejuszy był trybun ludowy. Patrycjusze z kolei pragnęli zachować jak najwięcej przywilejów dla siebie. Spora część plebejskich postulatów została spełniona przed początkiem III wieku p.n.e., mimo tego ustrój polityczny republiki przybrał raczej oligarchiczny charakter. Ogromną władzę w państwie skupił senat, a największe znaczenie uzyskali z biegiem czasu nobilowie.
Już od początków republiki Rzym toczył z okolicznymi ludami walki, które stopniowo doprowadziły do opanowania przez miasto nad Tybrem całej Italii. Pokonani zostali m.in. Etruskowie, Samnici i greckie poleis na Półwyspie Apenińskim (ostatni Tarent poddał się w 272 p.n.e.). Rzymianie konfiskowali podbitym ludom część ziemi i uzależniali je, stosując różne formy sojuszu lub zwierzchnictwa, a w strategicznych miejscach zakładali kolonie. W ten sposób powstała na terenie Italii (z wyłączeniem Niziny Padańskiej opanowanej przez Galów) luźna federacja państewek pod wyraźnym przewodnictwem Rzymu. W 264 p.n.e. republika wdała się w konflikt z potężną Kartaginą, byłą fenicką kolonią położoną na terenach dzisiejszej Tunezji, kontrolującą zachodnią część Morza Śródziemnego. Owocem starcia były trzy wojny punickie (ostatnia zakończyła się zniszczeniem Kartaginy w 146 p.n.e.) i opanowanie przez Rzym m.in. Sycylii, Hiszpanii i części północnej Afryki. Koniec III wieku p.n.e. to początek interwencji republiki na wschodzie, których efektem było podporządkowanie w II wieku p.n.e. Macedonii i Grecji właściwej, a później części terenów hellenistycznych monarchii w Azji. Podboje ogromnych obszarów ułatwiła liczna i świetnie zorganizowana armia, podstawę której stanowiła ciężka piechota złożona z obywateli rzymskich, zorganizowana w legiony dowodzone zwykle przez konsulów.
Wojny i szybki rozrost obszaru państwa rzymskiego doprowadziły do głębokich zmian społecznych. Właściciele wielkich majątków często zagarniali pozostawioną bez opieki ziemię (rolnicy walczyli przez wiele lat w armii). Ogromny napływ niewolników oraz tanie towary z nowo zdobytych prowincji powodowały dalsze ubożenie chłopstwa, co w końcu odbiło się negatywnie na liczbie rekrutów (w wojsku rzymskim obowiązywał cenzus majątkowy). Duża część ludności wiejskiej, pozbawiona możliwości zarobku, przenosiła się do miast (zwłaszcza Rzymu) zasilając tamtejszych proletariuszy. Na znaczeniu i bogactwie zyskali ekwici, stając się konkurencją polityczną dla nobilów (którzy także umocnili swoją pozycję w wyniku podbojów). Duże rozwarstwienie społeczne było przyczyną konfliktów. Trybunowie ludowi Tyberiusz i Gajusz Grakchowie próbowali przeprowadzić reformę agrarną, jednak obaj zginęli z rąk przeciwników. Wybuchały wielkie powstania niewolników, niezadowolonych ze swojego losu, z trudem tłumione przez armię. W latach 90–88 p.n.e. trwała ciężka wojna domowa ze zbuntowanymi italskimi sprzymierzeńcami, domagającymi się praw przynależnych tylko Rzymianom.
Pod koniec II wieku p.n.e. Gajusz Mariusz przeprowadził reformę wojskową, tworząc armię zawodową i dopuszczając do służby najbiedniejszych. Znacznie wzrosła pozycja dowódców armii, którzy poprzez podział łupów, obietnice nadania ziemi weteranom, czy zdolności przywódcze, potrafili zaskarbić sobie zaufanie żołnierzy. Taka sytuacja umożliwiała sięganie po pełnię władzy w państwie przy poparciu (i działaniach) oddanej armii. Pierwszym takim przypadkiem była dyktatura Sulli w latach 82–79 p.n.e. W roku 60 p.n.e. trzej dowódcy: Cezar, Pompejusz i Krassus podzielili między sobą władzę w republice, zawierając tajny pakt (tzw. I triumwirat). W 49 p.n.e. Cezar (mający już za sobą podbój Galli) wkroczył do Italii na czele swoich legionów i po kilku latach wojny domowej pokonał Pompejusza, zostając dożywotnim dyktatorem.

### Cesarstwo okresu pryncypatu

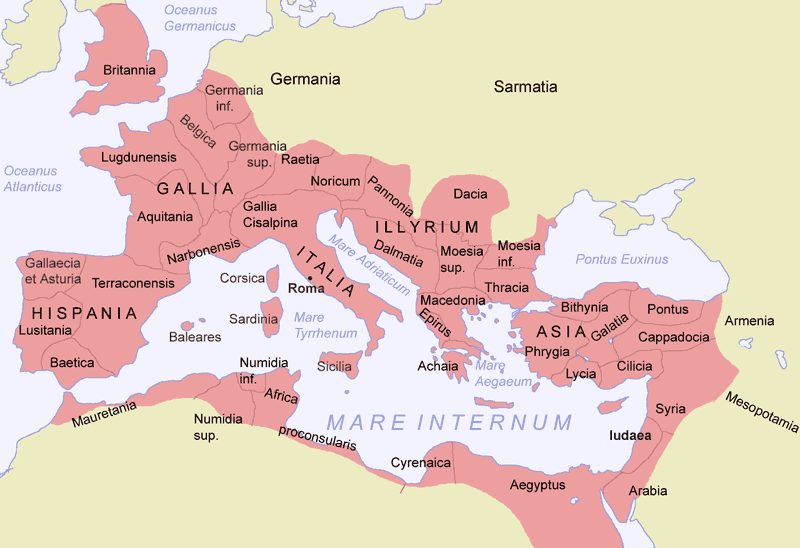
Obszar cesarstwa rzymskiego i nazwy prowincji w roku 117 n.e.

Zabójstwo Cezara w 44 p.n.e. doprowadziło do kilkunastu lat walk o panowanie nad imperium, z których zwycięsko wyszedł Oktawian, adoptowany syn Cezara i jego spadkobierca, pokonując w 30 p.n.e. Marka Antoniusza. Zwycięzca stał się pierwszym cesarzem rzymskim; wprowadzony przez niego ustrój polityczny był formą dyktatury wojskowej (podstawą władzy była kontrola nad armią), ale z zachowaniem pozorów istnienia republiki. Oktawian występował jako pierwszy na liście senatorów (princeps senatus), stąd nazwa tej formy rządów – pryncypat – otrzymał także od senatu (złożonego ze swoich stronników) przydomek Augustus (czyli „wywyższony przez bóstwo”), oraz skupiał w swoim ręku szereg godności i specjalnych pełnomocnictw, zapewniających mu najwyższą władzę w państwie. Podzielił się jednak z senatem władzą nad prowincjami, grupując je w senatorskie (zwykle bezpieczne, bez stacjonujących legionów) i cesarskie, kontrolowane przez siebie. W sferze obyczajów i kultury starał się propagować tradycyjne rzymskie cnoty, surową moralność, patriotyzm, dyscyplinę. Wprowadzał ustawy przeciwko zbytkowi, rozwiązłości, bezdzietności. Dążył do odrodzenia starej rzymskiej religii, przedstawiając jednocześnie elementy kultu samej osoby cesarza (po śmierci został uznany przez senat za boga). Za rządów Oktawiana działało wielu wybitnych twórców, m.in. pisarze i poeci: Wergiliusz, Horacy, Owidiusz, historyk Liwiusz, architekt Witruwiusz. Przeprowadzono znaczącą rozbudowę Rzymu.
Za panowania Augusta i jego następców z dynastii julijsko-klaudyjskiej Rzym kontynuował podboje w Europie (Hiszpania, Brytania, rejony Dunaju i Renu). Ekspansja w Germanii została zahamowana po masakrze rzymskich legionów w Lesie Teutoburskim w 9 n.e. W połowie I wieku poszerzono obszar imperium w Afryce Północnej i wznowiono walki z Partami (o kontrolę nad Armenią). Panowanie pierwszej dynastii cesarzy rzymskich to okres względnego spokoju i dobrobytu w państwie, mimo dramatycznych niekiedy wydarzeń w samym Rzymie (np. rządy Kaliguli). Po śmierci Nerona w 68 roku n.e. rozgorzały walki o tron, z których zwycięsko wyszedł Wespazjan, zapoczątkowując dynastię Flawiuszów. Za panowania dynastii Antoninów (96–192 n.e.), zwłaszcza pięciu dobrych cesarzy, nastąpił okres stabilizacji, podczas którego sukcesja następowała bez rozlewu krwi. Trajan poszerzył granice państwa na wschodzie, jednak jego następca Hadrian zrezygnował z części zdobyczy terytorialnych i skoncentrował się na obronności kraju oraz reformach wewnętrznych. Marek Aureliusz przez cały okres swego panowania musiał już bronić granic cesarstwa – na wschodzie przed Partami, a nad Dunajem przed plemionami barbarzyńskimi. Rządy jego syna Kommodusa (180–192) uważa się za początek poważnego kryzysu w państwie.
Pierwsze dwa wieki cesarstwa to znaczący rozwój gospodarczy prowincji – po okresie grabieży i wyzysku późnej republiki odrodził się bogaty Wschód, nastąpiła intensywna romanizacja Hiszpanii i Galii. Dzięki stabilizacji politycznej rozwijał się handel wewnętrzny, jak i zewnętrzny (m.in. bursztynowy szlak). W rolnictwie nastąpił wzrost skali produkcji. Źródłem siły roboczej stał się, obok niewolnictwa, coraz popularniejszy kolonat. Sytuacja prawna niewolników uległa poprawie (m.in. zakazano ich zabijania). Rozwinęły się miasta, przede wszystkim Rzym, ale też dawne poleis hellenistyczne na wschodzie i nowo zakładane miasta w prowincjach zachodnich. Cesarze częściej nadawali prawa i obywatelstwo ludności pozaitalskiej, coraz szerzej dopuszczano do stanowisk we władzy centralnej przedstawicieli prowincji (za Antoninów połowę senatu stanowili ludzie spoza Italii). Rozrost liczby legionów i kłopoty z pozyskaniem odpowiedniej liczby rekrutów doprowadziły do zmian w strukturze armii (dotąd w przeważającej mierze pochodzenia italskiego). Hadrian zezwolił na uzupełnienia z ludności miejscowej, wiążąc tym samym mocniej poszczególne legiony z prowincją, w której przebywały. W sferze religijnej duże znaczenie zyskały kulty bóstw wschodnich (Izydy, Serapisa, Kybele), przede wszystkim Mitry, zaczęło rozwijać się także chrześcijaństwo, popularna była astrologia.

### Cesarstwo okresu dominatu

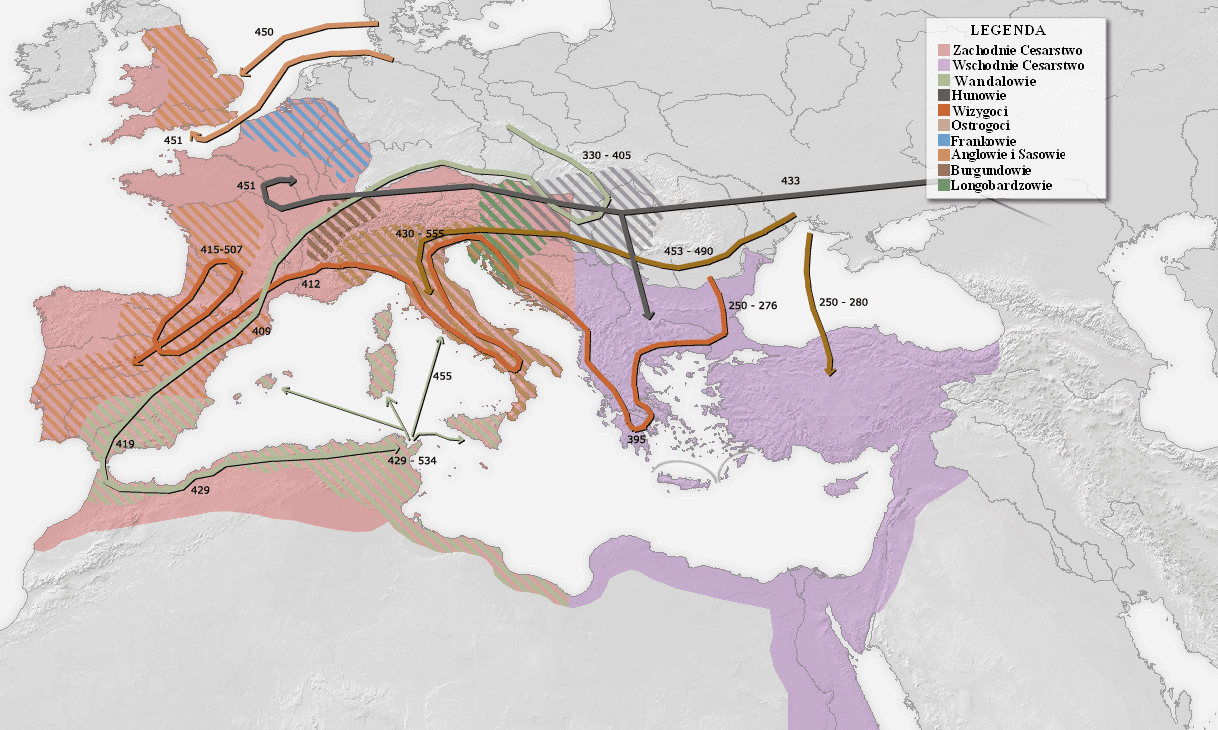
Podział cesarstwa rzymskiego na wschodnie i zachodnie oraz kierunki inwazji plemion barbarzyńskich

Lata 193–284 można traktować jako okres przejściowy od pryncypatu do nowej formy rządów, zwanej dominatem. Po śmierci Kommodusa w 192 i krótkim panowaniu Pertynaksa oraz Didiusza Julianusa do władzy doszedł Septymiusz Sewer. Za rządów jego i założonej przez niego dynastii (193–235) nastąpił wzrost liczebny i dalsza prowincjonalizacja armii, kosztem senatu umocnił się stan ekwitów, nadano obywatelstwo całej wolnej ludności imperium (za rządów Karakalli), ale osłabiona została niezależność i pozycja miast. Za Septymiusza prowadzone były jeszcze podboje na wschodzie (cesarz przyłączył Mezopotamię), ale ostatni Sewer, cesarz Aleksander, prowadził już ciężkie walki obronne.
Zamordowanie Aleksandra Sewera w 235 zapoczątkowało długi okres zamętu (kryzys wieku III). W wyniku ciągłych zamachów żaden z cesarzy tego okresu nie dożył spokojnej starości. Nastąpiło osłabienie władzy centralnej. Rzym był celem najazdów Germanów, Sarmatów oraz perskich Sasanidów (którzy przejęli władzę od Partów). Pozycję zewnętrzną Rzymu udało się odbudować dopiero cesarzom ilirysjkim (w dużej mierze dzięki reformom wojskowym i politycznym Galiena), jednak państwo pogrążone było w głębokim kryzysie społeczno-ekonomicznym, którego objawami były m.in. słaba moneta, zubożenie szerokich warstw społeczeństwa i wysokie obciążenia fiskalne.
W 284 władzę przejął Dioklecjan, który zreorganizował system rządów w cesarstwie (początki dominatu), znacząco umacniając pozycję cesarza i wprowadzając m.in. tetrarchię. Część reform nie utrzymała się długo po jego śmierci, ale została przygotowana droga do absolutnej władzy cesarskiej, która znalazła najpełniejszy wyraz w panowaniu Konstantyna Wielkiego, który współrządził w państwie od 306 roku, a jedynowładcą stał się w 324. Konstantyn nadał chrześcijaństwu, który zdążyło już się umocnić (mimo częstych dotąd prześladowań – po raz ostatni za rządów Dioklecjana), status religii uprzywilejowanej. W 330 roku przeniósł stolicę imperium do Konstantynopola. W obliczu trudności gospodarczych wprowadził radykalne reformy: m.in. dziedziczne przywiązanie części ludności do zawodu (kolonów przywiązano do ziemi), kontynuował podporządkowywanie coraz większych obszarów gospodarki decyzjom państwa. Przeprowadził reformę administracji i wojska. Jednak rozrost biurokracji, instytucji państwa, wystawny tryb życia dworu i wyższych urzędników prowadził do wzrostu obciążenia fiskalnego i wyzysku ludności imperium. Następcy kontynuowali jego politykę. W państwie rosła rola Kościoła katolickiego (z wyjątkiem krótkiego okresu panowania Juliana Apostaty). Teodozjusz I (379–395) uczynił katolicyzm religią państwową, zwalczał herezje (np. popularny arianizm) i religie pogańskie oraz związane z nimi obyczaje czy instytucje (w tym greckie igrzyska olimpijskie).
W drugiej połowie IV wieku rozpoczęła się w Europie wielka wędrówka ludów. Przybywający z Azji Hunowie atakowali i pchali na zachód inne plemiona barbarzyńskie, które z kolei przekraczały granice cesarstwa. Atak na wszystkich granicach imperium (na wschodzie ponownie zagrozili Sasanidzi) pokazał, że jeden ośrodek władzy nie jest w stanie sprawnie bronić ogromnego państwa. Wyraźny podział na dwie części wystąpił już za rządów Walentyniana I (364–375) i Walensa (364–378), a utrwalił się po śmierci Teodozjusza I w 395. Cesarstwo podzielono na łacińskie zachodniorzymskie i bardziej zhellenizowane wschodniorzymskie. W 378 roku Wizygoci, którzy kilka lat wcześniej osiedlili się w granicach imperium nad Dunajem, rozgromili w bitwie pod Adrianopolem armię rzymską, łamiąc militarną potęgę cesarstwa.
Na początku V wieku ogromne liczby Germanów, Alanów i innych ludów przekroczyły Ren, wdzierając się do Galii, a później do Hiszpanii i północnej Afryki. W 410 roku Wizygoci dowodzeni przez Alaryka zdobyli i złupili Rzym. Państwo zachodniorzymskie zaczęło się rozpadać. Krótki okres odrodzenia siły militarnej przyniosły jeszcze działania patrycjusza Aecjusza, który w 451 pokonał razem z germańskimi sojusznikami Hunów, dowodzonych przez Attylę. Ostateczny upadek polityczny cesarstwa zachodniego nastąpił w 476 roku. Pod koniec wieku Italia dostała się w ręce Ostrogotów rządzonych przez Teodoryka Wielkiego. Cesarstwo wschodnie, znajdujące się w lepszej sytuacji, przetrwało i kontynuowało tradycje rzymskie. Za rządów Justyniana Wielkiego (527–565) podjęto udaną, choć krótkotrwałą próbę odzyskania części terenów zachodnich, jednak od połowy VI wieku ciężka walka z Sasanidami, najazdy Słowian, plemion tureckich, Bułgarów i później Awarów zagroziły istnieniu państwa. Reformy Herakliusza na początku VII wieku doprowadziły do odzyskania silnej pozycji, ale już w nowej, odbiegającej od cesarstwa rzymskiego, formie.

## Europa barbarzyńska

### Irańscy koczownicy

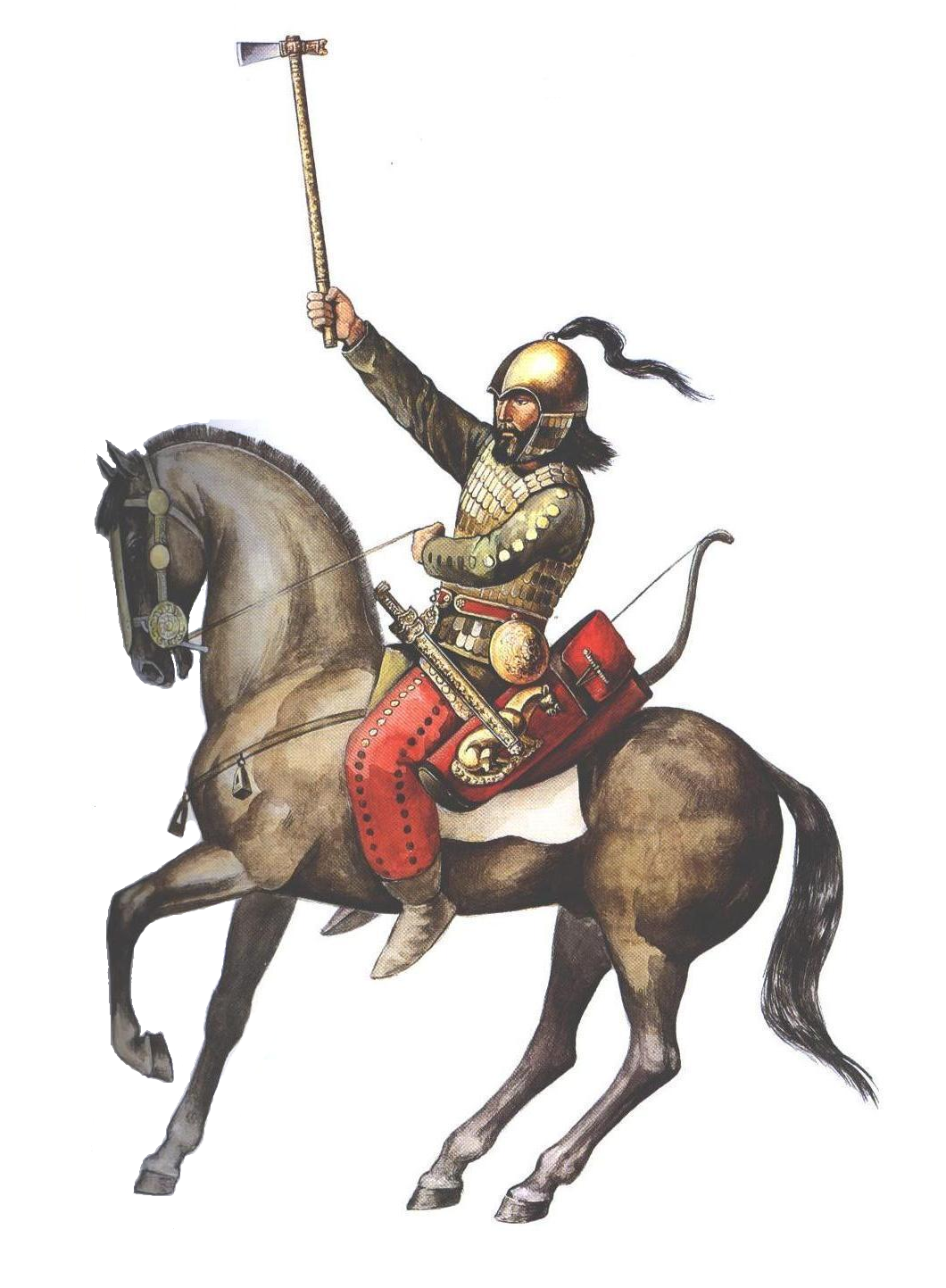
Wojownik scytyjski, VII – VI wiek p.n.e.

W okresie VIII-VII wieku p.n.e. na tereny dzisiejszej południowej Rosji i Ukrainy przybył z Centralnej Azji koczowniczy lud irańskiego pochodzenia – Scytowie. Sprawni jeźdźcy i łucznicy wyparli ze stepów czarnomorskich innych nomadów – Kimmerów – którzy w poszukiwaniu schronienia wkroczyli do Azji Mniejszej. Część Scytów w pościgu przekroczyła Kaukaz i w ten sposób dwa koczownicze ludy weszły w kontakt z cywilizowanymi państwami Bliskiego Wschodu. Scytowie w pierwszej połowie VII wieku p.n.e. zaatakowali Asyrię, lecz bez powodzenia. W drugiej połowie tego wieku działali już jako sprzymierzeńcy Asyryjczyków: najpierw ok. 638 p.n.e. pokonali resztki Kimmerów, a ok. 628 p.n.e. podbili Medów. Jednak Medowie wkrótce zbuntowali się i wyparli Scytów poza Kaukaz, z powrotem na stepy. W latach ok. 514–512 p.n.e. władca perski Dariusz I prowadził wielką kampanię wojenną przeciwko Scytom: jego wojska wkroczyły na stepy przez Trację i dzisiejszą Mołdawię, jednak przeciwnik unikał starcia, wciągając wielką armię w głąb lądu i zmuszając ją w końcu do odwrotu.
Okres IV – III wieku p.n.e. to szczyt rozwoju kultury scytyjskiej (będącej pod silnym wpływem cywilizacji Bliskiego Wschodu, a także Greków zakładających kolonie na północnym wybrzeżu Morza Czarnego), co potwierdzają bogate znaleziska w kurhanach władców nad dolnym Dnieprem. Scytowie słynęli z pełnej ornamentów biżuterii i zdobionych elementów końskich uprzęży, wozów oraz namiotów, często z motywami zwierzęcymi.
W drugiej połowie III wieku p.n.e. spokrewnieni ze Scytami Sarmaci, zamieszkujący do tej pory tereny na północ od Morza Aralskiego, przekroczyli Wołgę i do II wieku p.n.e. wyparli Scytów ze stepów czarnomorskich. Przybysze także byli koczownikami, lecz różnili się od pokonanych pobratymców uzbrojeniem (preferowali lance niż łuki), a ich sztuka miała bardziej orientalny charakter. W pierwszych wiekach naszej ery Sarmaci stanowili poważne zagrożenie dla wschodnich prowincji cesarstwa rzymskiego (zwłaszcza w sojuszu z plemionami germańskimi). W III wieku n.e. zaatakowali prowincję Dację i rejon dolnego Dunaju, lecz jeszcze w tym samym stuleciu zostali pokonani przez Gotów. Część Sarmatów przyłączyła się do zwycięzców i wzięła udział w migracji na tereny cesarstwa rzymskiego.

### Celtowie
kultura halsztacka w VI wieku p.n.e.
     maksymalny zasięg ekspansji celtyckiej w III wieku p.n.e.
     obszar Luzytani, gdzie celtycka obecność jest niepewna
     obszary, gdzie języki celtyckie były powszechne jeszcze u progu nowożytności
     obszary częstego posługiwania się językami celtyckimi obecnie

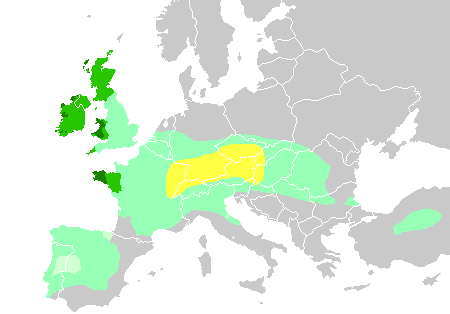
Tereny zajmowane przez ludy celtyckie w miarę upływu dziejów:
kultura halsztacka w VI wieku p.n.e.
maksymalny zasięg ekspansji celtyckiej w III wieku p.n.e.
obszar Luzytani, gdzie celtycka obecność jest niepewna
obszary, gdzie języki celtyckie były powszechne jeszcze u progu nowożytności
obszary częstego posługiwania się językami celtyckimi obecnie

Celtowie byli zróżnicowaną grupą społeczeństw plemiennych żyjących w Europie i mówiących językami celtyckimi (należącymi do grupy języków indoeuropejskich). Ich przodków (tzw. Protoceltów) identyfikuje się z rozwijającą się w środkowej Europie (ok. 850–450 p.n.e.) kulturą halsztacką. W późniejszym okresie udało się im zasiedlić Wyspy Brytyjskie, Półwysep Iberyjski (Celtyberowie) i sporą część centralnej Europy (Galowie), wliczając w to obecne Czechy (Bojowie) oraz południową Polskę. W IV wieku p.n.e. osiedlili się w północnej Italii (tzw. Galia Przedalpejska), wypierając stamtąd Etrusków i wchodząc w konflikt z republiką rzymską (w 390 p.n.e. złupili samo miasto Rzym). W 279 p.n.e. Celtowie spustoszyli Macedonię i północną Grecję, a części z najeźdźców udało się przeprawić do Azji i osiedlić w centralnej Anatolii, gdzie znani byli pod nazwą Galatów. Po podboju Galii i Hiszpanii przez Rzymian tamtejsi Celtowie ulegli romanizacji. W V – VI wieku n.e. plemiona zamieszkujące dzisiejszą Anglię zasymilowały się z przybyłymi na tamte tereny Germanami. Potomkami Celtów są współcześni Irlandczycy, Szkoci, Walijczycy oraz Bretończycy.
Celtowie opanowali technologię pozyskiwania żelaza z rud bagiennych i rozwinęli kowalstwo, co pozwoliło im odnosić sukcesy militarne (dzięki użyciu żelaznych mieczy) oraz uskutecznić uprawę roli (przez zastosowanie żelaznego radła). Od Greków przejęli koło garncarskie, bili własne monety, zajmowali się handlem. Społeczeństwo celtyckie składało się z trzech warstw: kapłańskiej, wojowników i rolników. Wojownicy rekrutowali się z najbogatszych członków wspólnoty, walczyli uzbrojeni w długie miecze (także oszczepy i włócznie), osłaniając się owalnymi, okutymi tarczami. Korzystali także z dwukołowych rydwanów bojowych. Podstawową jednostką społeczną była rodzina, kilka rodzin stanowiło ród. Rody łączyły się w plemię, na czele którego stał król; hierarchia wewnątrz plemienia zależała od wartości posiadanego majątku. Religia Celtów była politeistyczna, obrzędami i składaniem ofiar zajmowali się kapłani zwani druidami. Ośrodki kultu znajdowały się w odosobnionych miejscach, takich jak szczyty wzgórz, gaje, czy okolice jezior.

### Germanie

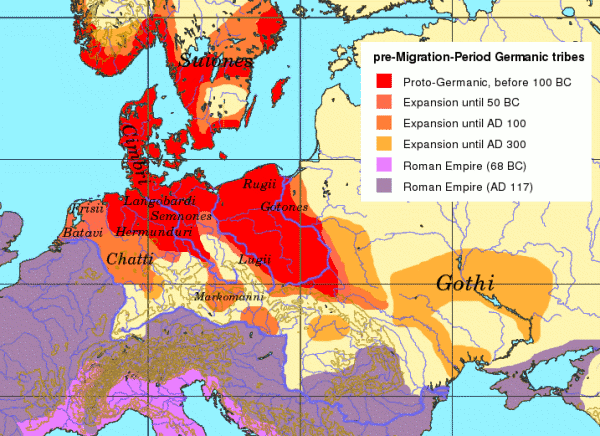
Mapa pokazująca tereny zajęte przez plemiona germańskie do roku 300 n.e.

Germanie (lub Germanowie) to grupa ludów indoeuropejskich, która na przełomie II i I tysiąclecia p.n.e. zamieszkiwała południową Skandynawię, dzisiejszą Danię i północne Niemcy. W ostatnich stuleciach p.n.e. niektóre plemiona germańskie rozpoczęły migrację na południowe wybrzeża Morza Bałtyckiego, a także na południe i zachód (kosztem zamieszkujących tam Celtów), stykając się z imperium rzymskim. Pod koniec II wieku p.n.e. Cymbrowie i Teutoni wkroczyli do Galii i Italii, lecz zostali pokonani przez legiony pod dowództwem Gajusza Mariusza.
W wyniku podbojów Juliusza Cezara granicą oddzielającą plemiona germańskie od Rzymu w zachodniej Europie stał się Ren (na południu obszary zajmowane przez Germanów sięgały Dunaju). Oktawian August na krótko zajął tereny dzisiejszych Niemiec do Łaby, lecz bunt Germanów i masakra legionów w Teutoburskim Lesie w 9 roku n.e. spowodowały, że Oktawian wycofał się ponownie za linię Renu. W I wieku n.e. Rzym prowadził liczne walki z plemionami germańskimi, wśród których Tacyt w swojej Germanii wymienia m.in. Chattów, Fryzów, Swebów, Anglów, Longobardów i Markomanów. Według rzymskiego historyka na południowym wybrzeżu Bałtyku zamieszkiwali wtedy Wandalowie, Gepidzi i Goci.
W III wieku p.n.e. na wschód od Renu dominowały już plemiona (lub związki plemienne) niewymienione przez Tacyta: Frankowie, Alemanowie i Burgundowie, które to w czasie licznych wypraw łupieżczych przekraczały Ren, docierając nawet do Hiszpanii. Dalej na wschodzie plemię Gotów w III wieku dotarło nad Morze Czarne, podporządkowując sobie tamtejsze kolonie greckie i czyniąc z dawnego państwa bosporańskiego bazę wypadową dla wypraw na tereny cesarstwa rzymskiego. W połowie III wieku spustoszyli oni Trację, Macedonię i resztę półwyspu Bałkańskiego oraz zajęli prowincję Dację, w której się osiedlili. Wyprawiając się okrętami (wraz z Herulami) przez Morze Czarne, łupili greckie miasta, m.in. Efez (w 263) i Ateny (w 267). W imperium rzymskim trwał wtedy poważny kryzys, który udało się opanować dopiero pod koniec III wieku – zreformowana armia rzymska powstrzymała na pewien czas najazdy Germanów. Przybycie Hunów w IV wieku sprawiło, że liczne plemiona germańskie wtargnęły w granice cesarstwa, przyczyniając się do upadku jego zachodniej części pod koniec V wieku.
Germanie zajmowali się rolnictwem, ale podstawowym źródłem pożywienia, a także bogactwa i wyznacznikiem statusu społecznego były hodowane zwierzęta. Żelaza zaczęli używać ok. V wieku p.n.e., ale przez długi okres stanowiło ono luksus, stąd głównymi materiałami dla rzemiosła były drewno, skóra i glina. Od czasów Augusta Germanie (przede wszystkim ich wodzowie) importowali coraz więcej przedmiotów z imperium, m.in. produkty luksusowe, ale także i broń. Uzbrojenie germańskich wojowników w okresie wczesnego cesarstwa było raczej lekkie (głównie z powodu braku metalu). Podstawową bronią była lanca, a ochroną drewniana tacza – co nie pozwalało na długotrwałe starcia z ciężkozbrojną rzymską piechotą. Jednak długotrwałe kontakty z cesarstwem rzymskim sprawiły, że Germanie poznali rzymską strategię i broń, stając się groźniejszym przeciwnikiem. Początkowo Germanie nie posiadali centralnego aparatu władzy, jedynie na czas wojny wybierano kilku wodzów, którzy kierowali działaniami. W I wieku pojawiły się królewskie rody, których członkowie mogli zostać obrani wodzami na okres całego życia. Ich władza była jednak ograniczona, niemniej wiele zależało od osobistych cech charakteru wybranego. Monarchia pojawiła się wśród plemion germańskich dopiero po ich osiedleniu się w granicach cesarstwa rzymskiego. Przybycie na tereny rzymskie wiązało się też z przyjęciem przez Germanów chrześcijaństwa, najczęściej arianizmu.

### Hunowie i wędrówka ludów

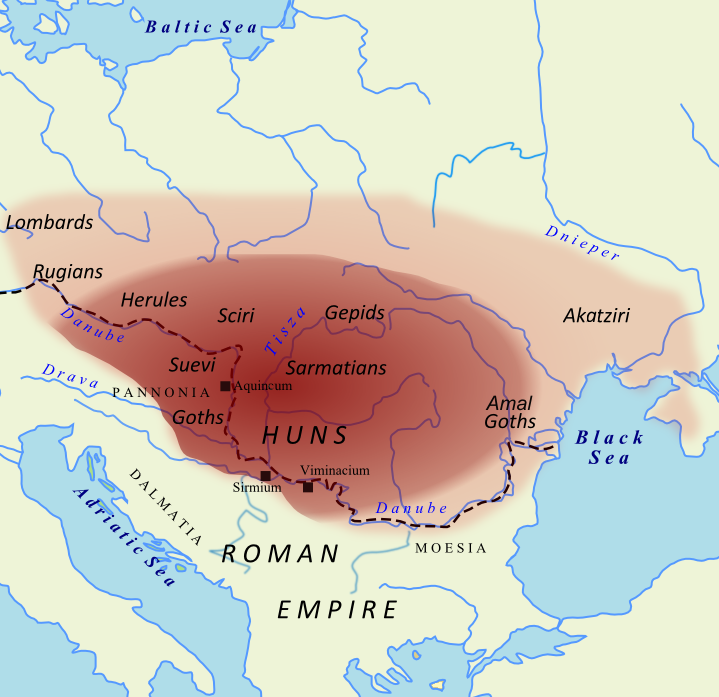
Imperium Hunów i podległe mu ludy za panowania Attyli

Hunowie to koczowniczy lud mongolski lub turecki (na temat ich pochodzenia toczą się spory), który w IV wieku przybył z Azji do Europy, wywołując wielką wędrówkę ludów. Opisy tego ludu pozostawione przez rzymskich historyków (czyli wrogów Hunów) zawierają wizerunek dzikich barbarzyńców, spędzających całe życie na koniach, nieposiadających żadnych domów, nawet namiotów (kobiety i dzieci podróżowały na wozach), jedzących półsurowe mięso. Jednocześnie Rzymianie widzieli w nich groźnych i wytrzymałych wojowników, wyposażonych w doskonałe łuki (ale walczących też włóczniami i mieczami), którzy do perfekcji opanowali taktykę walki konnej. Wraz z dotarciem do Europy i stworzeniem zorganizowanego państwa ich obyczaje i tryb życia zmieniały się.
Około 375 roku Hunowie wkroczyli do Europy, pokonując na terenach nadwołżańskich irańskich Alanów, których część ruszyła na zachód i wdała się w walki z Gotami, a ci z kolei spychali kolejne ludy. W 376 roku część Gotów zmuszona była szukać schronienia w granicach cesarstwa rzymskiego, co później poskutkowało konfliktem i wielką porażką Rzymian pod Adrianopolem. Pod koniec 406 roku wielka fala plemion germańskich, prawdopodobnie także pchnięta do wędrówki przez Hunów, przekroczyła granice cesarstwa na Renie i zalała Galię. Później Alanowie, Wandalowie i Swebowie wkroczyli do Hiszpanii.
W drugiej połowie V wieku n.e. znaczna część cesarstwa zachodniego była pod kontrolą barbarzyńców. Frankowie zajęli północną Galię (później rozszerzyli swoje panowanie na obszar współczesnej Francji), Burgundowie osiedli w południowo-wschodniej Galii, zachodnią część tej prowincji opanowali Wizygoci (podobnie jak sporą część Hiszpanii). Wandalowie i Alanowie zajęli północną Afrykę, skąd dokonywali pirackich ataków na wybrzeża Morza Śródziemnego. Hunowie zaś stworzyli silne państwo w południowo-wschodniej Europie, zagrażające obu częściom imperium rzymskiego. Okres największej potęgi przeżywało ono za panowania Attyli (434–453), jednak jego wyprawa do Galii w 451 roku zakończyła się porażką (Hunowie zostali pokonani przez koalicję germańsko-rzymską), a śmierć władcy doprowadziła do rozkładu państwa.
W 476 roku germanin Odoaker zlikwidował cesarstwo zachodniorzymskie, ogłaszając się królem Italii. W latach 489–493 jego państwo zostało zajęte przez Ostrogotów pod wodzą Teodoryka. W 507 tereny Wizygotów w Galii zajęli Frankowie, zmuszając tych pierwszych do ograniczenia swego władztwa jedynie do Hiszpanii. W latach 533–534 cesarstwo wschodniorzymskie zajęło państwo Wandalów w Afryce, w latach 535–554 Italię Ostrogotów, a także część Hiszpanii. Ostatnim akordem wędrówki ludów na Zachodzie była inwazja Longobardów, którzy w 568 roku zaatakowali osłabioną wojnami Italię, zajmując większość półwyspu Apenińskiego.